# Transports en commun d'Albertville
Transports Région Arlysère, quelquefois abrégé en TRA, est le nom commercial du service de transport en commun de la communauté d’agglomération Arlysère. Ce dernier dessert 23 des 39 communes de l’intercommunalité à l’aide d’un réseau composé de neuf lignes régulières et d’un service de transport scolaire.
Le service a été créé en janvier 2007. Son exploitation est confiée, dans le cadre d’une délégation de service public, au groupe Transdev depuis cette date, d’abord au travers de sa filiale Transdev Savoie puis via une société dédiée, Transdev Albertville, depuis 2018. L’actuel contrat de délégation de service public, signé entre la communauté d’agglomération Arlysère et le groupe Transdev en février 2018, a pris effet le 1er août 2018 pour une durée de dix ans, soit jusqu’au 31 juillet 2028.

## Histoire

### Avant la création du réseau
Les Jeux olympiques de 1992

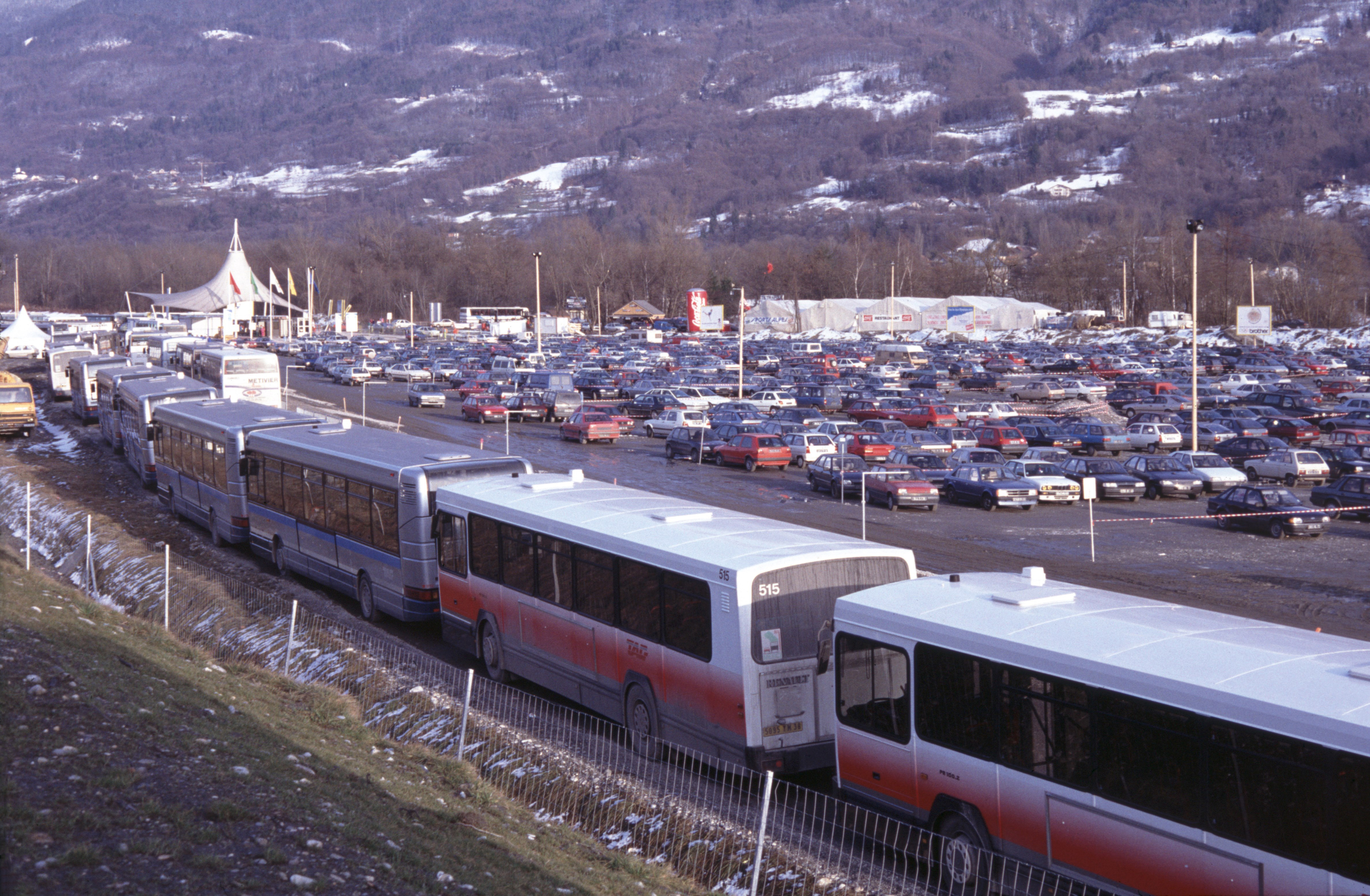
Les navettes mises en place à l’occasion des Jeux olympiques, en 1992.

Lors des Jeux olympiques d’hiver qui se tiennent à Albertville du 8 au 23 février 1992, le Comité d’Organisation des Jeux Olympiques (COJO) met en place un service de navettes entre Albertville et un parking périphérique installé à Sainte-Hélène-sur-Isère. La ville ne disposant pas de bus, plusieurs réseaux de la région prêtent des véhicules, dont le Stac de Chambéry qui prête 7 de ses bus et les TAG de Grenoble, qui mettent 26 bus (5 Renault PR 100.2, et 16 Renault R312, de la Sémitag ainsi que 5 Renault PR 100.2 des VFD,) à disposition du COJO.
2005, l’amorce d’un réseau unifié
En janvier 2005, un partenariat entre le conseil général et le syndicat Arlysère permet le renforcement de la ligne reliant Albertville à Ugine : le tracé est allongé, reliant l’hôpital d’Albertville au centre-ville d’Ugine, les horaires sont adaptées à celles des scolaires et des ouvriers tandis que la fréquence et l’amplitude horaire sont augmentées. Une identité visuelle propre à la ligne est également mise en place. Toutes ces améliorations permettent une hausse de la fréquentation de 62 % en deux ans.
Dans le même temps, une étude est menée afin de faire le point sur l’offre de transports présente sur le territoire d’Arlysère et sur les évolutions possibles. Il en ressort un schéma des transports en commun articulés autour de lignes de bus, de transport à la demande et de covoiturage.
Fin juin 2005, la mairie d’Albertville lance un appel d’offres pour l‘exploitation du futur réseau de bus. En avril 2006, un contrat de délégation de service public est signé pour 5 ans avec la société Transavoie, filiale du groupe Transdev. Il prévoit l’exploitation de deux lignes de bus en heures de pointe : la première doit relier le quartier de Saint-Sigsimond au centre commercial Chiriac à raison d’un bus toutes les 20 minutes, tandis que la seconde circule entre le Champ de Mars à la plaine de Conflans avec un passage toutes les 25 minutes. Ces deux lignes passent par la gare, où elles entrent en correspondance avec la ligne d’Ugine, et sont assurées en transport à la demande en heures creuses. La ville se charge de l’acquisition de cinq minibus (4 neufs équipés d’un filtre à particules et un d’occasion) accessibles aux PMR et de l’aménagement d’un dépôt dans la zone d’activités de la Pierre du Roy. Toutefois, en juin 2006, il est décidé de reporter la mise en service du réseau au 1er janvier 2007.

### 2007: la création deJe prends le Bus

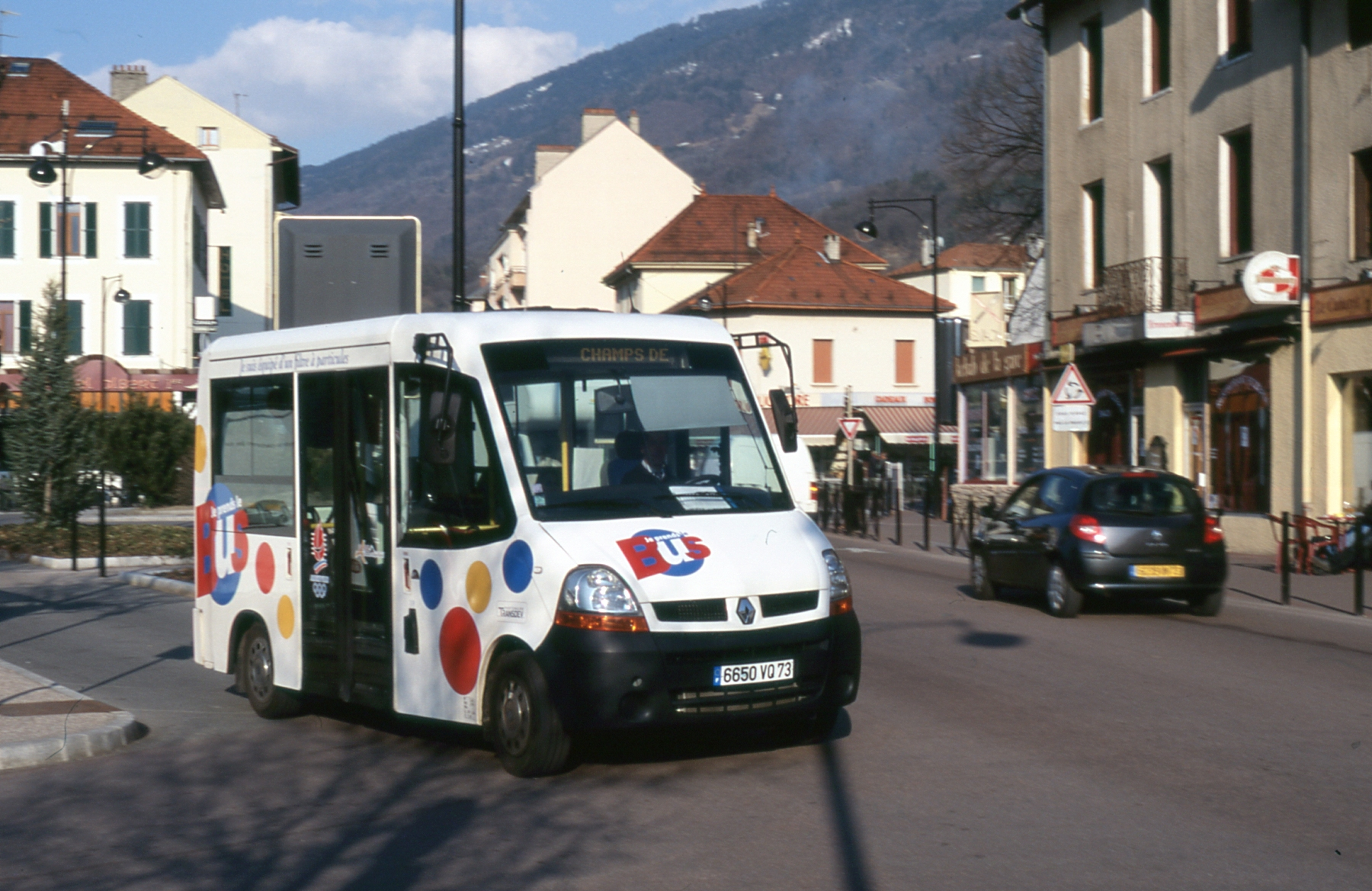
L’un des quatre minibus utilisés sur le réseau au moment de son lancement.

Le 1er janvier 2007, la communauté de communes de la Région d’Albertville (Co.RAL) devient l’autorité organisatrice de transports en lieu et place de la mairie d’Albertville et, par conséquent, est responsable de la mise en place d’un réseau de bus sur son territoire. Elle récupère donc la ligne assurant la liaison entre Albertville et Ugine, assurée jusqu’ici à titre expérimental depuis 2005 par le Conseil général de la Savoie, et créé un réseau, baptisé Je prends le bus, composé de deux lignes circulant dans Albertville intra-muros. 5 minibus, dont un de réserve, sont acquis pour assurer tous les services et le groupe Transdev, au travers de sa filiale Transdev Savoie, est chargé de l’exploitation du réseau.
La Co.RAL se fixe alors l’objectif d’atteindre 100 000 passagers en trois ans. La fréquentation explose rapidement puisque les bus transportent 50 000 voyageurs au cours du premier trimestre. L’intercommunalité commence à développer le service de transport en commun avec l’instauration d’un service de transport à la demande (TAD) dès la rentrée 2007 et la création de lignes expérimentales vers la Basse Tarentaise, le Val d’Arly et Cevins. En janvier 2008, soit un an après le lancement du réseau, l’objectif est atteint.
Au 1er janvier 2008, la Co.Ral intègre les transports scolaires dans ses compétences, gérés auparavant par le Syndicat Intercommunal de Ramassage Scolaire du secteur d’Albertville (SIRS) qui se dissout l’année suivante. Le réseau est donc agrandi et, en septembre 2008, il se compose de huit lignes, dont trois à vocation scolaire mais ouvertes au public.

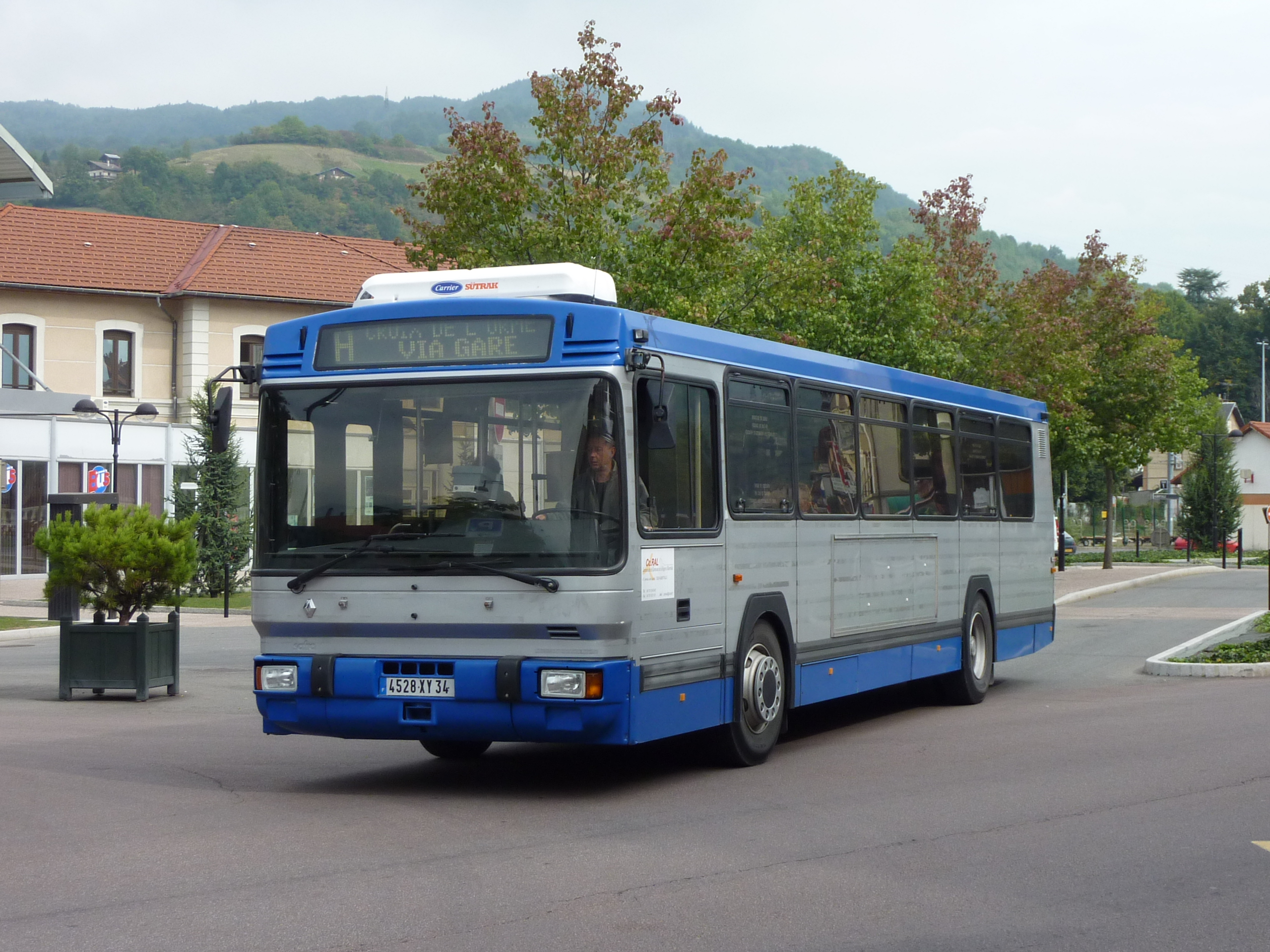
L’un des deux bus loués par la Co.RAL auprès du réseau de Montpellier en 2009.

Dès la rentrée 2008, les minibus deviennent insuffisants pour faire face à la fréquentation et, en heures de pointe, il arrive que des passagers ne puissent pas être pris en charge par les bus circulant sur les lignes intra-muros d’Albertville, notamment sur la ligne A qui est la plus fréquentée du réseau, ce qui entraine quelques altercations. La communauté de communes répond à ce problème en louant, à partir de janvier 2009, deux bus standards,, des Renault PR 112, auprès du réseau de Montpellier. Toutefois, ces bus, destinés à parés à l’urgence de la situation, ne sont pas accessibles aux PMR et ne peuvent pas, en raison de leur gabarit imposant (11,5 m de long pour 2,5 m de large), circuler sur tout le réseau, notamment dans les rues étroites de la cité olympique. Ils sont donc remplacés dès le début de l’année 2010 par des midibus, plus adaptés à la morphologie urbaine d’Albertville.
À la rentrée 2009, l’un des minibus du réseau albertvillois est loué pour un an à la mairie de Montmélian, qui expérimente la mise en place d’une navette entre les différents quartiers de la commune,. La location est renouvelée l’année suivante et s’achève à la fin de l’année 2010, lorsqu’un minibus neuf est livré à la ville de Montmélian.
En 2015, la Co.RAL expérimente, les jeudis, la mise en place d’une navette entre la cité médiévale de Conflans et le centre-ville d’Albertville, où se tient le marché hebdomadaire. Toutefois, cette ligne est très peu fréquentée et finit par être supprimée quelques mois après sa mise en service.

### 2017: changement d’identité pour le réseau

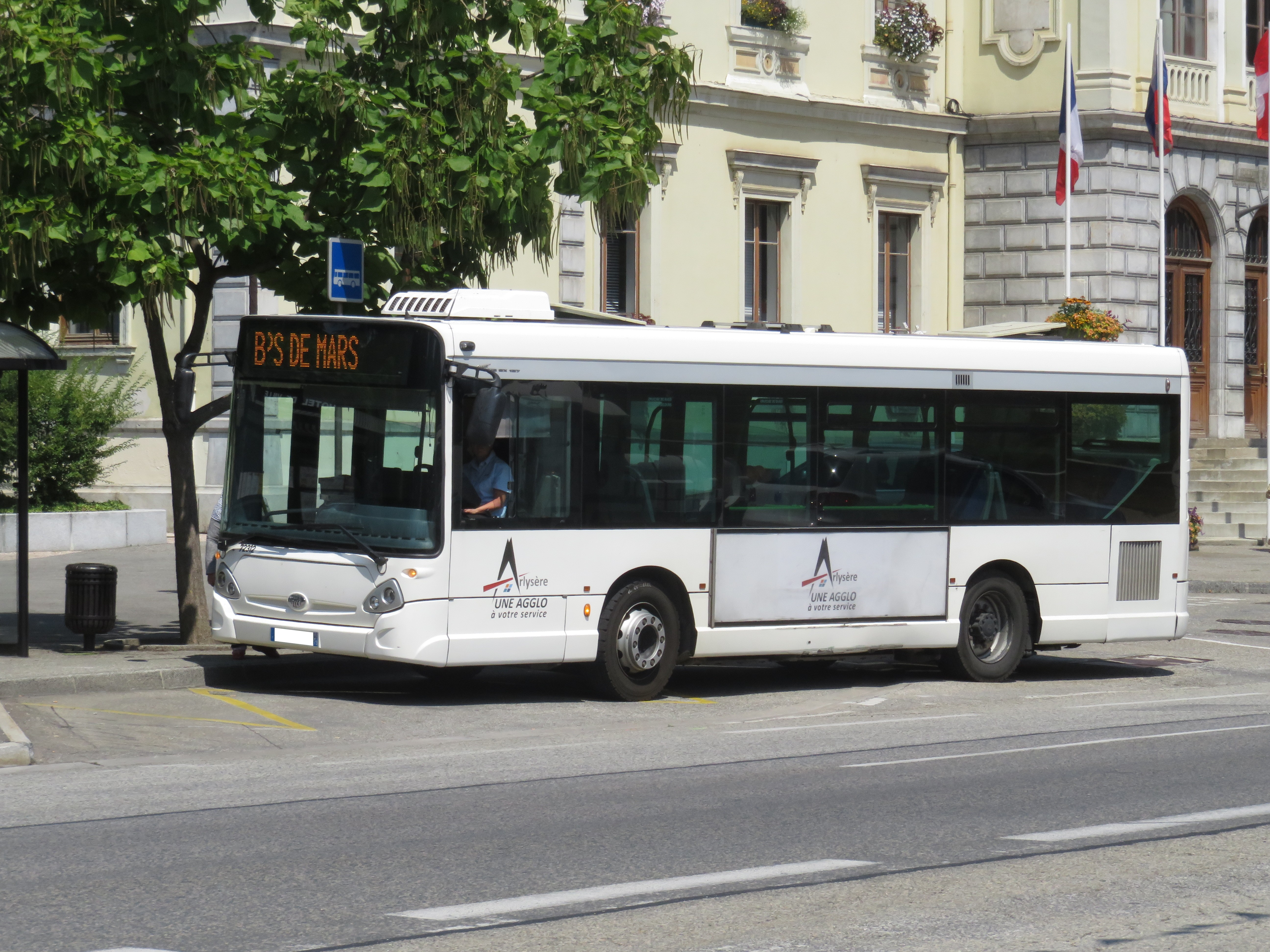
Un bus avec la livrée provisoire en 2018.

Le 1er janvier 2017, dans le cadre de la Loi NOTRe, quatre communautés de communes situées en Tarentaise (la CC du Beaufortain (CCB), la CC de la Haute Combe de Savoie (CCHCS), la CC de la Région d’Albertville (Co.RAL) et la CC du Val d’Arly (Com’Arly)) fusionnent pour former une intercommunalité unique : la communauté d’agglomération Arlysère. La nouvelle structure reprend la compétence transport de la Co.RAL et le réseau de bus existant, qui est renommé Transports Région Arlysère.
Dans le même temps, une enquête est lancée courant 2016, à la demande du PETR Arlysère (qui est remplacé par l’intercommunalité du même nom en janvier 2017), par le cabinet d’études Kisio. Celui-ci est chargé d’étudier les déplacements effectués et de recenser les différents modes de transports proposés, mais aussi de proposer des solutions pour améliorer la part des transports en commun dans les trajets, tant courant qu’occasionnels,. Un nouveau contrat de délégation de service public est également signé : le groupe Transdev, au travers de sa filiale Transdev Albertville, devient le seul délégataire du réseau pour 10 ans à compter du 1er août 2018.

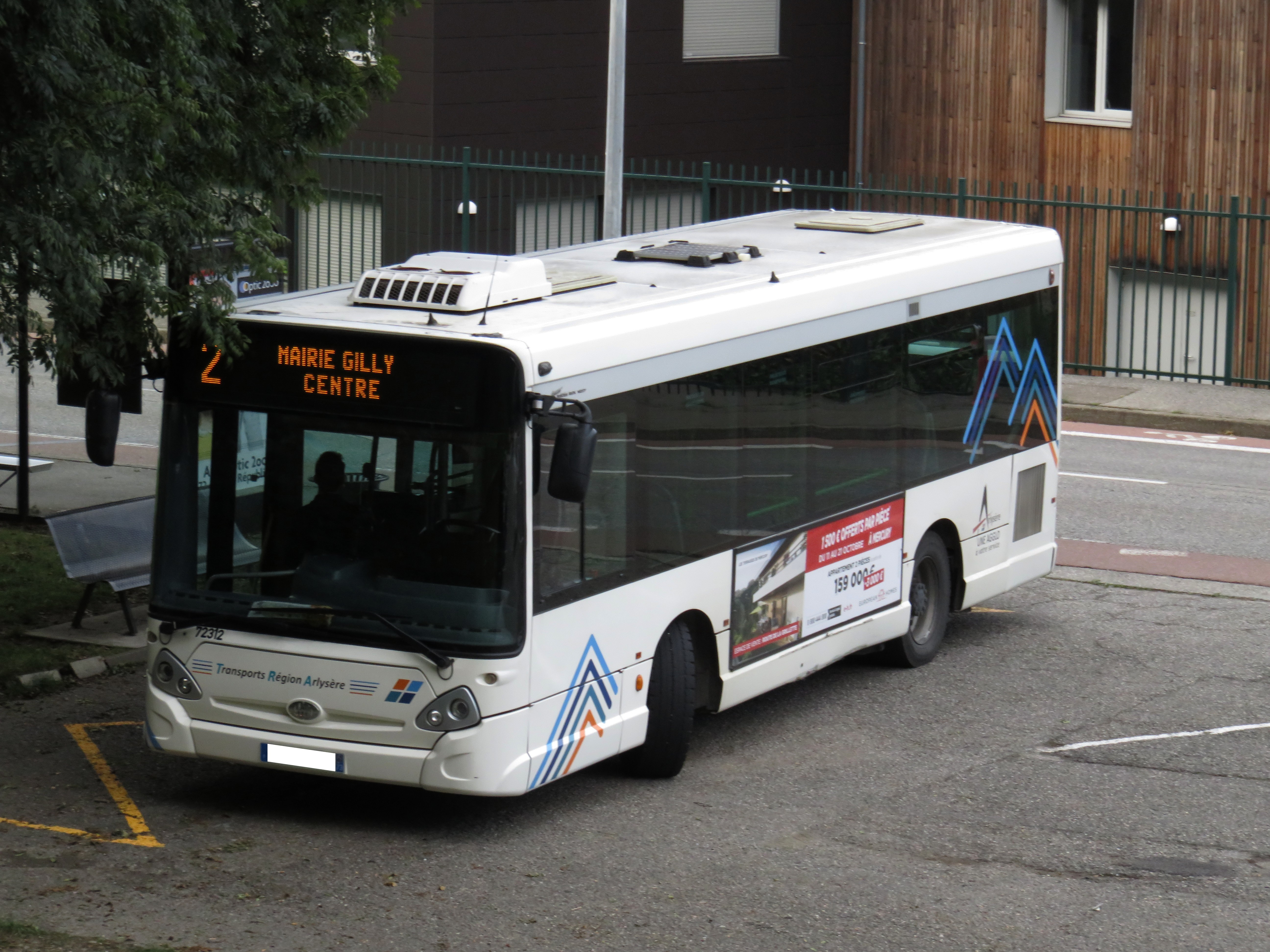
Un bus avec la livrée mise en place à la rentrée 2018.

De cette étude ressort des orientations pour la mise en place d’un nouveau réseau, qui voit le jour à la rentrée 2018,. Outre les indices de lignes, qui passent des lettres aux chiffres, et l’ouverture des services scolaires au public à la seule condition d’acquérir un titre de transport au préalable, le nouveau réseau s’axe autour de quatre lignes structurantes, desservant Albertville et les communes les plus peuplées de l’intercommunalité, quatre lignes complémentaires ne circulant qu’en heures de pointe et une ligne de marché. Ce nouveau réseau s’accompagne par la mise en place d’une nouvelle livrée, la commande de véhicules neufs et la création d’un site internet entièrement consacré au réseau.

## Organisateurs du réseau

### L’autorité organisatrice
La communauté d’agglomération Arlysère a été créé le 1er janvier 2017 par la fusion de quatre intercommunalités, dont la Co.RAL à laquelle elle a repris la compétence transports. Composée de 39 communes et peuplée de 60 101 habitants (en 2014), la nouvelle intercommunalité est responsable des transports en commun en son périmètre. Ses principales missions sont :
- Définir la politique des transports en commun de l’agglomération (offre, tarification...) ;
- Déterminer les adaptations du réseau en fonction des besoins des habitants ;
- Réaliser les investissements lourds (achats de bus, aménagements urbains...) nécessaires au bon fonctionnement du réseau.

### L’exploitant
Transdev Savoie, filiale du groupe Transdev, employant une vingtaine de personnes pour le réseau albertvillois, est la société à laquelle l’exploitation du réseau TRA a été confiée par l’autorité organisatrice des transports. Ses missions sont :
- Mettre en œuvre la politique définie par Arlysère ;
- Assurer la bonne gestion et exploitation du réseau (recrutement de personnel, formation...) ;
- Informer la clientèle des différents services qui lui sont proposés ;
- Être force de proposition auprès de l’Autorité Organisatrice pour améliorer le service offert.

L’actuelle délégation de service public, d’une durée de dix ans, est en vigueur depuis le 1er août 2018.

## Le réseau

### Territoire desservi

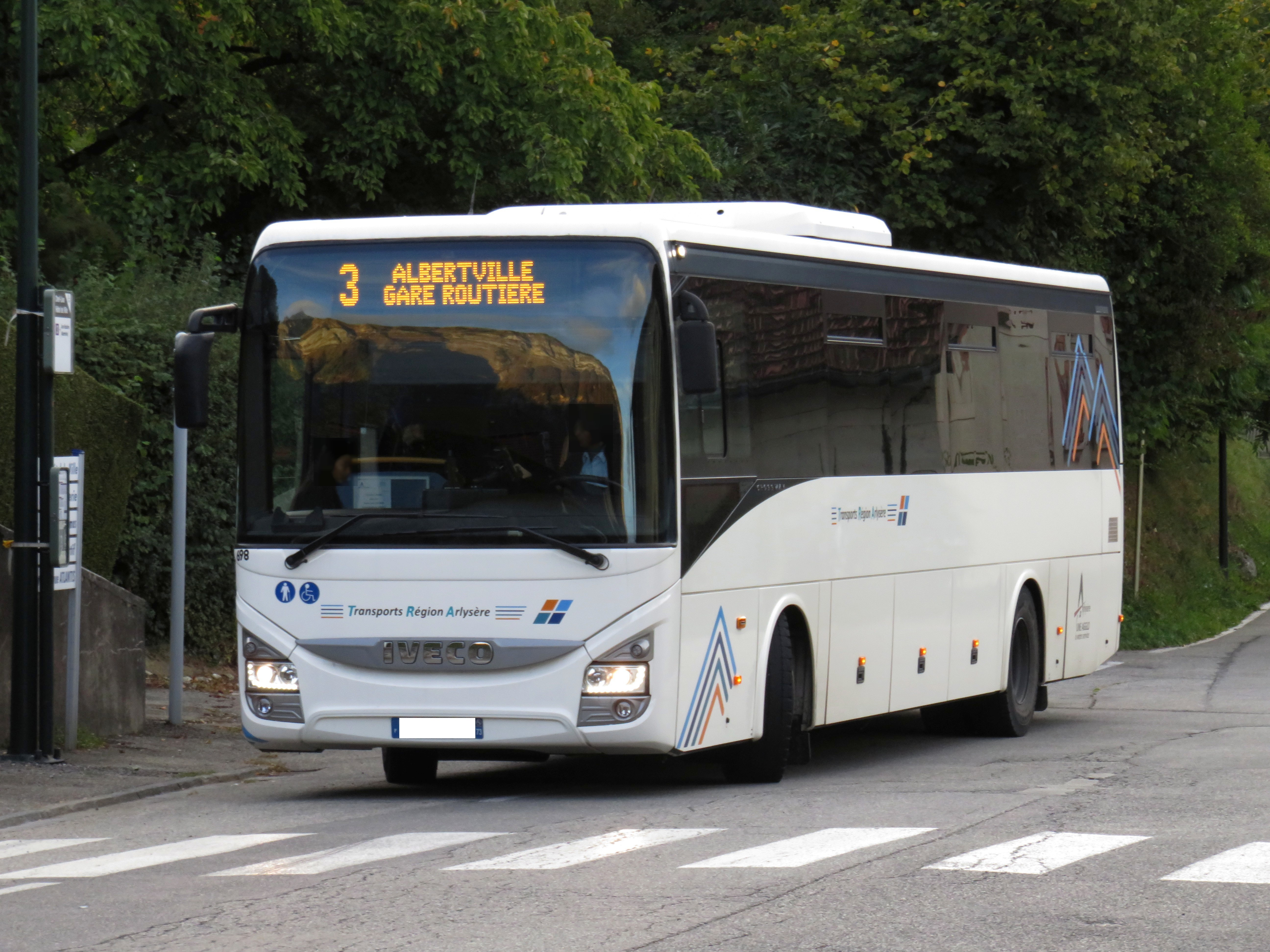
Un car TRA à Ugine en octobre 2018.

En 2018, le réseau TRA dessert les communes suivantes :
- Albertville ;
- Allondaz * ;
- Aiton *(NA) ;
- Beaufort * ;
- Bonvillard * ;
- Césarches * ;
- Cevins ;
- Cléry * ;
- Cohennoz * ;
- Crest-Voland * ;
- Esserts-Blay ;
- Feissons-sur-Isère *(NA) ;
- Flumet * ;
- Frontenex ;
- Gilly-sur-Isère ;
- La Giettaz * ;
- Grésy-sur-Isère ;
- Grignon ;
- Hauteluce * ;
- La Bâthie ;
- Marthod ;
- Megève *(NA) ;
- Mercury ;
- Montailleur ;
- Monthion ;
- Notre-Dame-de-Bellecombe * ;
- Notre-Dame-des-Millières ;
- Pallud ;
- Plancherine * ;
- Queige * ;
- Rognaix ;
- Saint-Nicolas-la-Chapelle * ;
- Saint-Paul-sur-Isère ;
- Saint-Vital ;
- Sainte-Hélène-sur-Isère ;
- Thénésol ;
- Tournon ;
- Tours-en-Savoie ;
- Ugine ;
- Venthon ;
- Verrens-Arvey ;
- Villard-sur-Doron *.

* services scolaires uniquement
(NA) communes non rattachées à la communauté d’agglomération Arlysère

### Les lignes
Lignes régulières

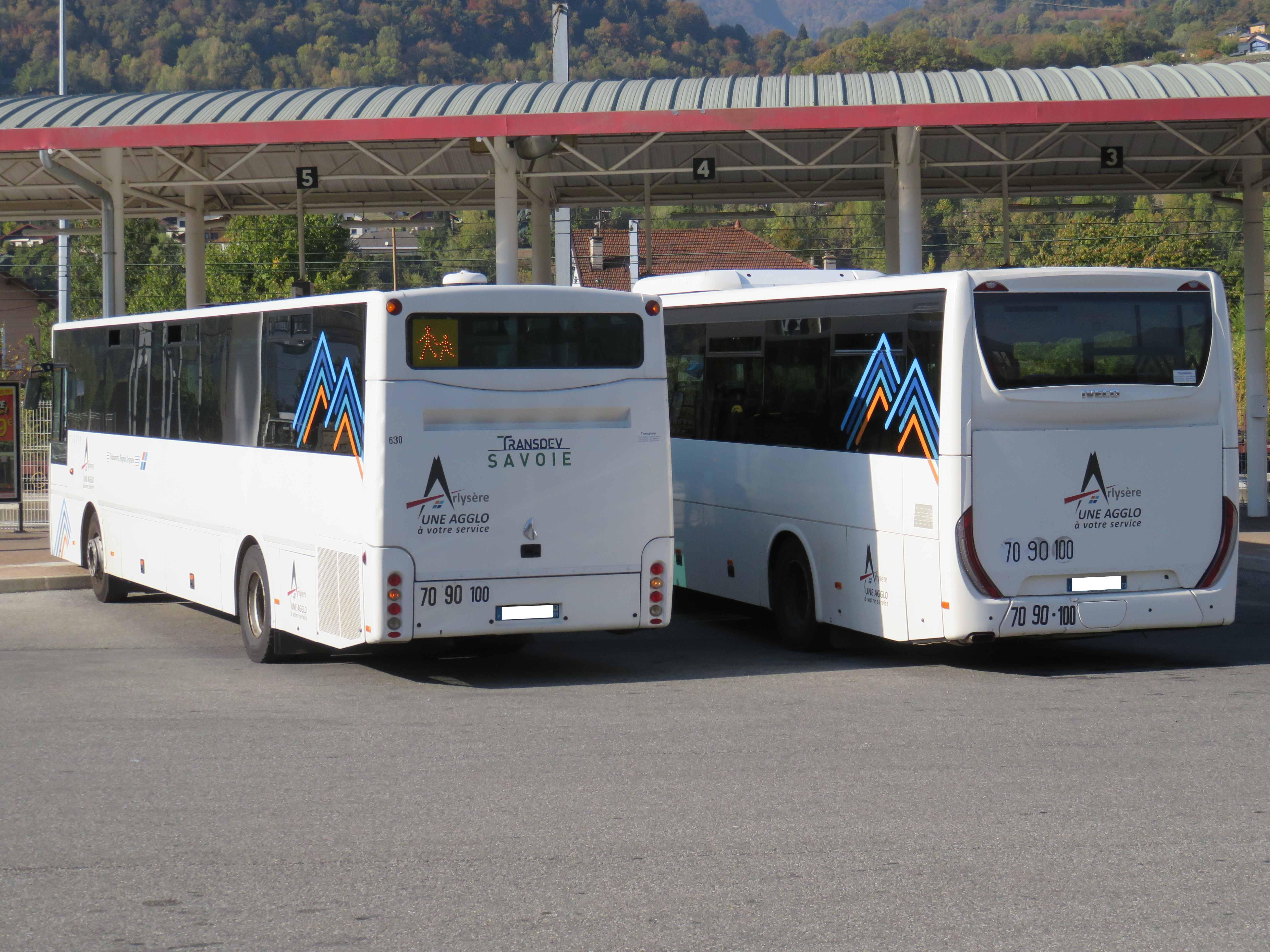
Deux autocars du réseau à la gare routière d’Albertville à l’automne 2018.

Le nouveau réseau est mis en place à la rentrée de septembre 2018 et consiste en une réorganisation du réseau autour de :
- quatre lignes structurantes appelées Major, :
  - 1 : Cette ligne est la seule à être limitée à Albertville intra-muros. Elle reprend une partie de l’ancienne ligne B, de la plaine de Conflans au stade municipal, et la partie sud de la ligne A préexistante, amputée de la desserte de Gilly-sur-Isère. Les différences principales sont le terminus à l’hôpital d’Albertville et une desserte plus affinée du centre-ville ;
  - 2 : Cette ligne reprend la desserte de Gilly-sur-Isère, précédemment assurée par la ligne A, ainsi que celle de l’hôtel de ville et du collège Pierre Grange, qui est son terminus. Sa desserte du centre-ville d’Albertville est modifiée et une nouvelle desserte est mise en place à Gilly-sur-Isère, avec notamment la desserte de la rive gauche de l’Arly ;
  - 3 : Cette ligne est l’ancienne ligne C, qui relie la gare d’Albertville à Ugine ;
  - 4 : Cette ligne correspond en grande partie à l’ancienne ligne H, qui reliait Sainte-Hélène-sur-Isère à la gare d’Albertville. Toutefois, elle est prolongée pour assurée la desserte de Saint-Sigsimond, issue de l’ancienne ligne A.
- quatre lignes complémentaires, nommées  Proxy, fonctionnant uniquement en heures de pointe :
  - 5 : Cette ligne correspond à l’ancienne ligne D et relie le centre-ville d’Albertville à Cevins ;
  - 6 : Cette ligne est l’ancienne ligne E, qui relie la gare d’Albertville à Rognaix ;
  - 7 : Cette ligne est l’ancienne ligne G, qui relie les gares d’Albertville et de Grésy-sur-Isère ;
  - 8 : Cette ligne assure la desserte de Mercury. Son itinéraire reprend la partie ouest de la ligne F, en remontant la D 64, tandis que la partie est de l’ancienne ligne, qui passait par la D 104, est abandonnée.

Lignes touristiques

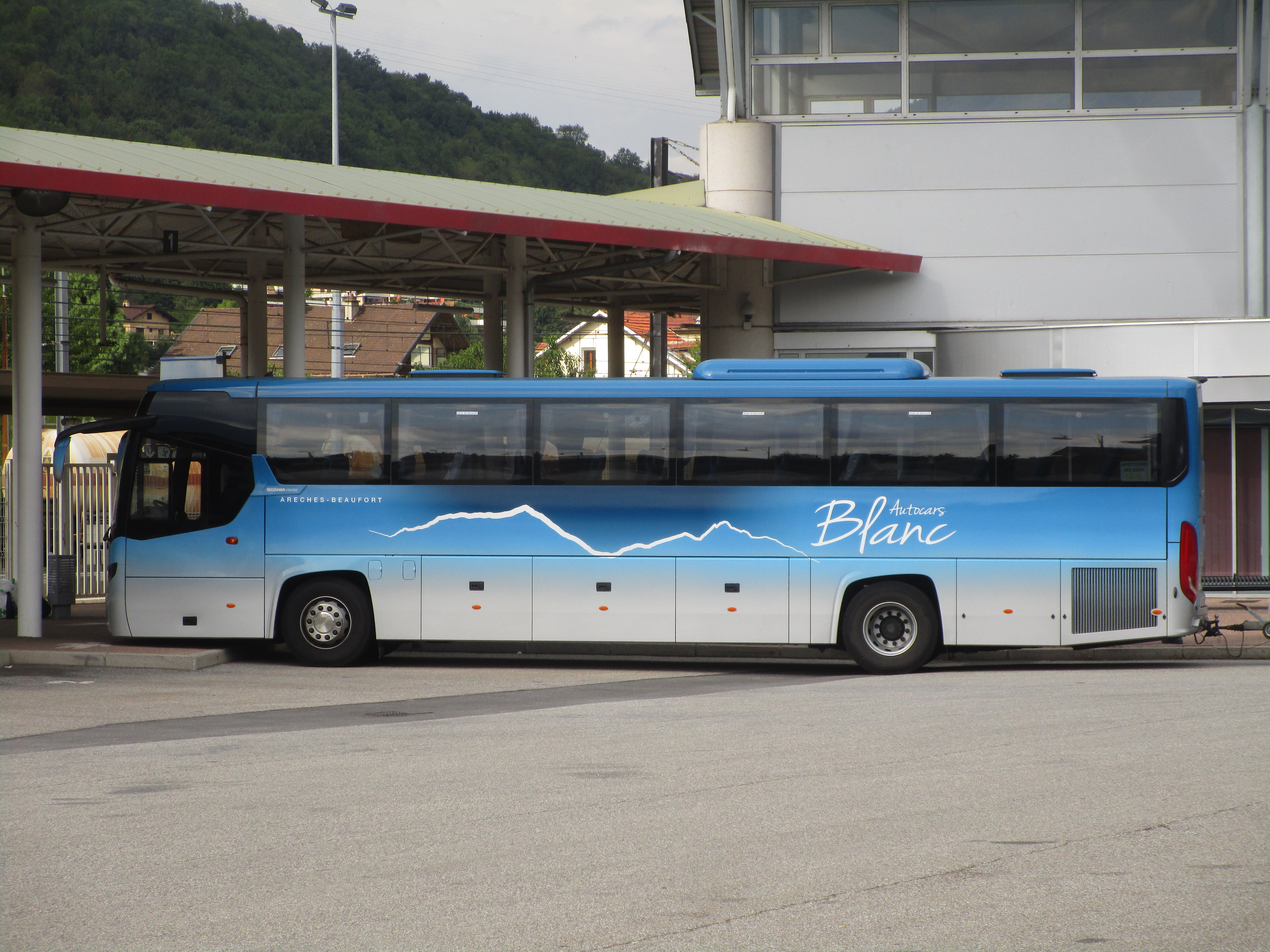
Un car assurant une ligne touristique à la gare routière d’Albertville en août 2017.

Le réseau se base aussi les anciennes lignes A1 à A4 du réseau régional interurbain Belle Savoie Express intégrées au réseau TRA et renommées 21 à 24 qui, dans la région albertvilloise, proposent :
- quatre lignes touristiques circulant principalement en hiver, avec toutefois quelques départs quotidiens le reste de l’année, à destination des stations environnantes[Off 3] :
  - 21 : Cette ligne relie la gare routière d’Albertville à Arêches-Beaufort ;
  - 22 : Cette ligne assure la liaison entre la gare routière d’Albertville et Les Saisies ;
  - 23 : Cette ligne circule entre la gare routière d’Albertville et la station de Crest-Voland Cohennoz ;
  - 24 : Cette ligne assure la desserte de la station de La Giettaz-en-Aravis depuis la gare routière d’Albertville.

Lignes scolaires
Les Transports Région Arlysère disposent de 83 lignes scolaires, elles desservent toutes les communes d’Arlysère et sont organisées autour de 12 axes basés sur les lignes régulières du réseau : le premier chiffre des services scolaires désigne le numéro de la ligne à laquelle ils sont rattachés. Destinés en priorité aux écoliers, collégiens et lycées de l’agglomération, les services scolaires sont également ouverts au public.
| Zone | Communes desservies |   |             |
| ---- | --- | - | ----------- |
| Zone | Communes desservies | 1 | Albertville |
| 2    | Albertville et Gilly-sur-Isère |   |             |
| 3    | Albertville, Allondaz, Césarches, Marthod, Thénésol et Ugine                                                                                              |   |             |
| 4    | Aiton, Albertville, Bonvillard, Frontenex, Gilly-sur-Isère, Grignon, Monthion, Notre-Dame-des-Millières, Sainte-Hélène-sur-Isère et Ugine                 |   |             |
| 5    | Albertville, Cevins, Feissons-sur-Isère, La Bâthie, Tours-en-Savoie et Ugine                                                                              |   |             |
| 6    | Albertville, Esserts-Blay, Rognaix, Saint-Paul-sur-Isère et Ugine                                                                                         |   |             |
| 7    | Albertville, Cléry, Frontenex, Gilly-sur-Isère, Grésy-sur-Isère, Marthod, Mercury, Montailleur, Plancherine, Saint-Vital, Tournon, Ugine et Verrens-Arvey |   |             |
| 8    | Albertville, Allondaz, Gilly-sur-Isère, Mercury et Pallud                                                                                                 |   |             |
| 9    | Albertville et Venthon |   |             |
| 21   | Beaufort-sur-Doron, Hauteluce, Queige et Villard-sur-Doron                                                                                                |   |             |
| 22   | Beaufort-sur-Doron et Hauteluce |   |             |
| 23   | Cohennoz, Crest-Voland, Flumet, La Giettaz, Megève, Notre-Dame-de-Bellecombe et Saint-Nicolas-la-Chapelle                                                 |   |             |

Lignes occasionnelles
Les Transports Région Arlysère mettent en place, selon la saison ou les événements, des lignes occasionnelles ne circulant que de façon temporaire. Ainsi, tous les jeudis matin, une navette assure la liaison entre Venthon et le centre-ville d’Albertville, où se déroule le marché hebdomadaire. Numérotée 9, cette ligne ne figure toutefois pas sur les plans officiels et n’assure qu’un aller-retour par semaine.

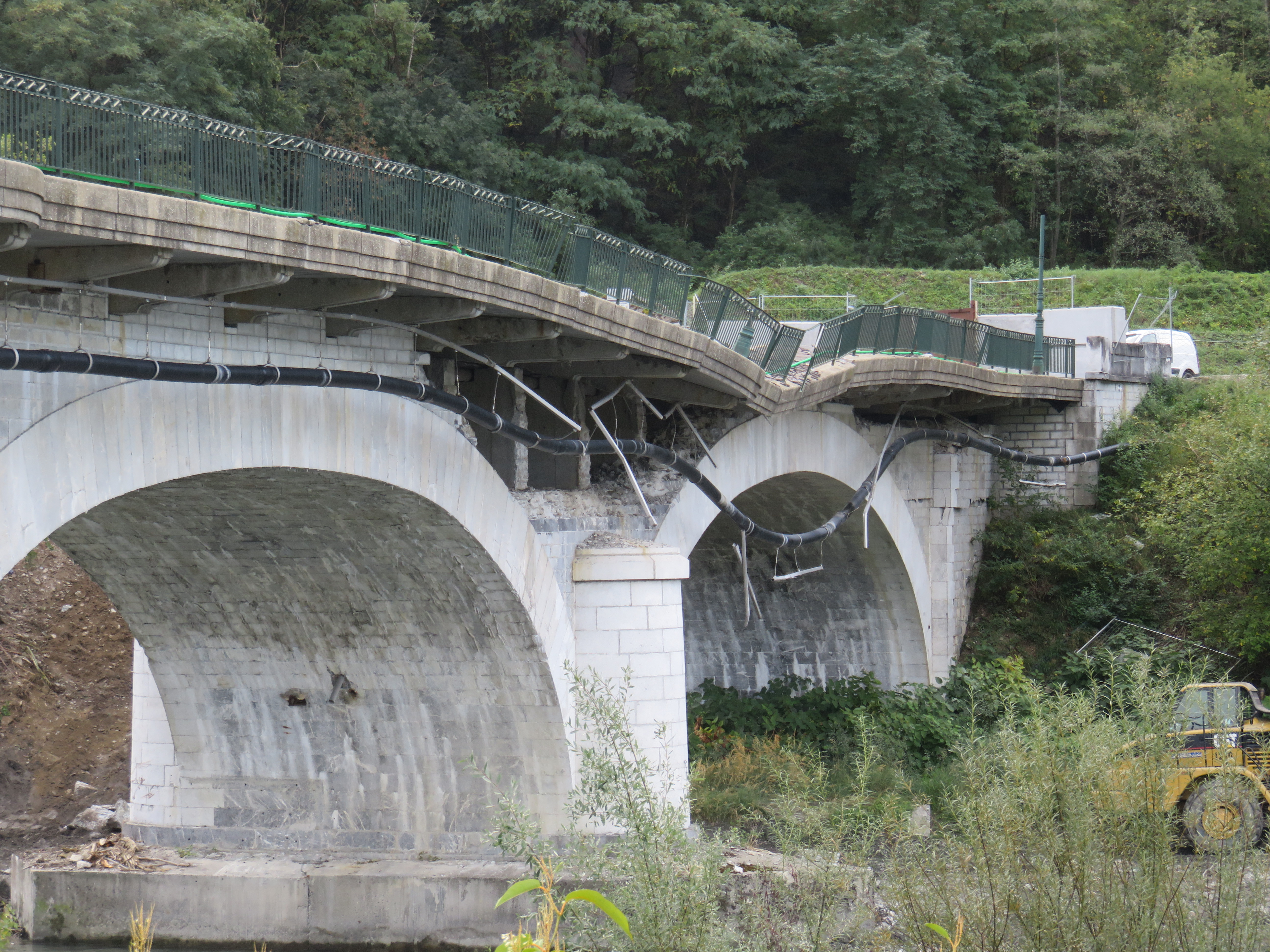
L’explosion du pont Albertin impose la mise en place d’une ligne 4 bis, utilisant un autre itinéraire que celui de la ligne 4 régulière.

Les incidents touchant les infrastructures routières peuvent également mener à la mise en place de lignes provisoires. Ainsi, l’explosion du pont Albertin à la suite d'une fuite de gaz dans la soirée du 13 mai 2018 entraine la fermeture de la voie entre Grignon et Albertville. Dans un premier temps, des détours sont mis en place pour les lignes qui l’empruntent : la ligne B ne dessert plus le territoire grignolain tandis que la ligne H se rend jusqu’au pont puis fait demi-tour et revient par Gilly-sur-Isère. Avec la mise en place du nouveau réseau en septembre 2018, la desserte de Grignon est reprise aux lignes B et H par la ligne 4, qui relie désormais Sainte-Hélène-sur-Isère à Albertville. Toutefois, en raison de la fermeture du pont, cette ligne ne dessert pas Grignon et est détournée sur le pont de Gilly-sur-Isère dès la sortie de cette commune. Une ligne 4 bis est donc mise en place et assure la liaison entre la gare routière d’Albertville et Grignon en desservant, pour la durée des travaux, les arrêts qui ne peuvent pas être desservis par la ligne 4 régulière.

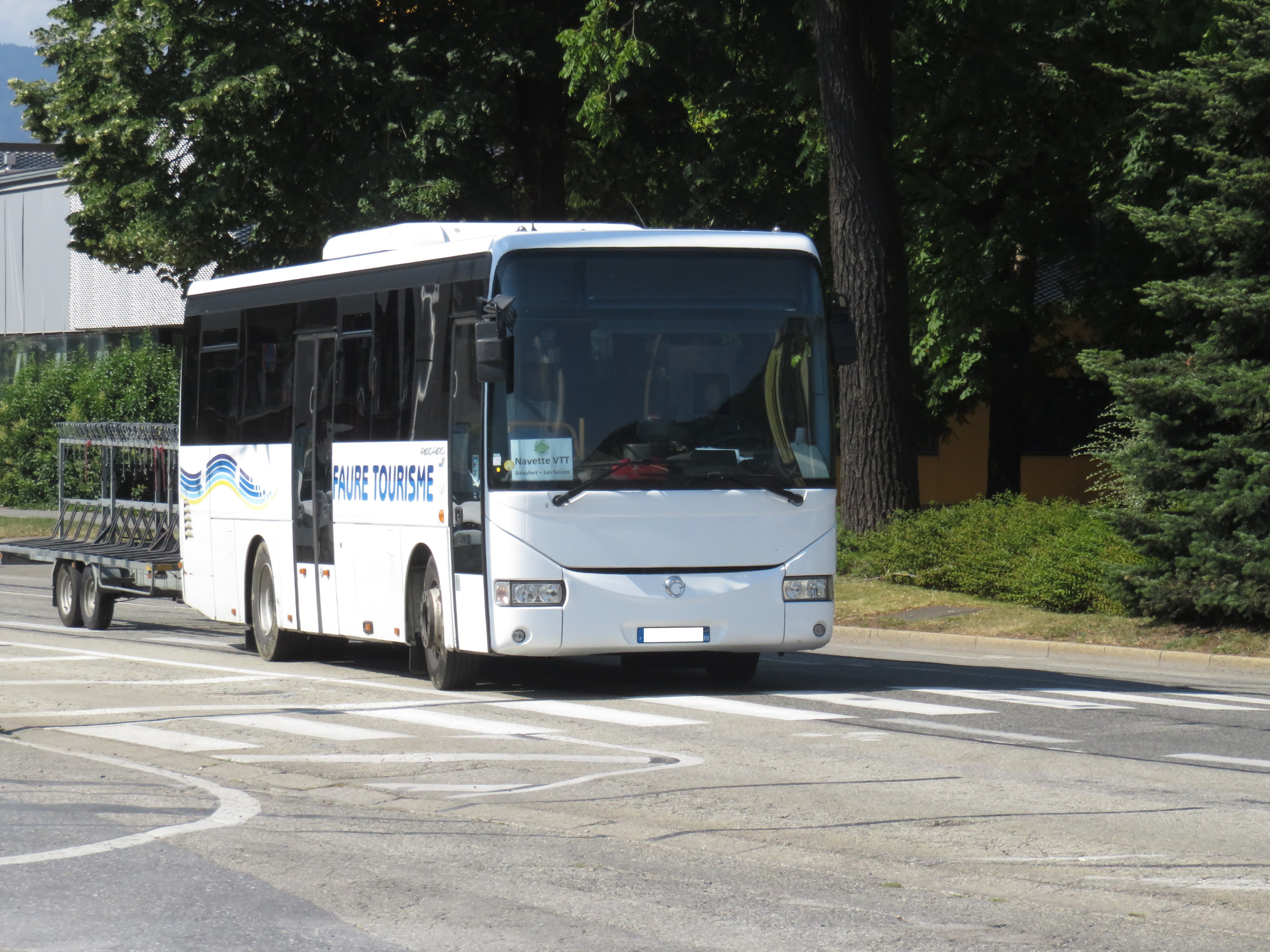
Un car assurant une Ligne Nature vers Beaufort et Les Saisies à l’été 2018.

En été, la communauté d’agglomération met en place des navettes, appelées Lignes Natures, vers les stations du Beaufortain, où des parcours VTT et des sentiers balisés sont aménagés. Au nombre de deux, elles relient, de fin juin à début septembre, la gare routière d’Albertville au lac de Saint-Guérin et à la station des Saisies par Beaufort-sur-Doron. Les véhicules sont accessibles aux vélos, qui sont déposés dans les soutes ou sur des remorques adaptées, et assurent trois à cinq départs dans chaque sens par jour. La tarification, spécifique à ce service, se décompose selon l’âge (plus ou moins de 12 ans) et le trajet choisi (aller simple ou aller-retour).

### Transport à la demande

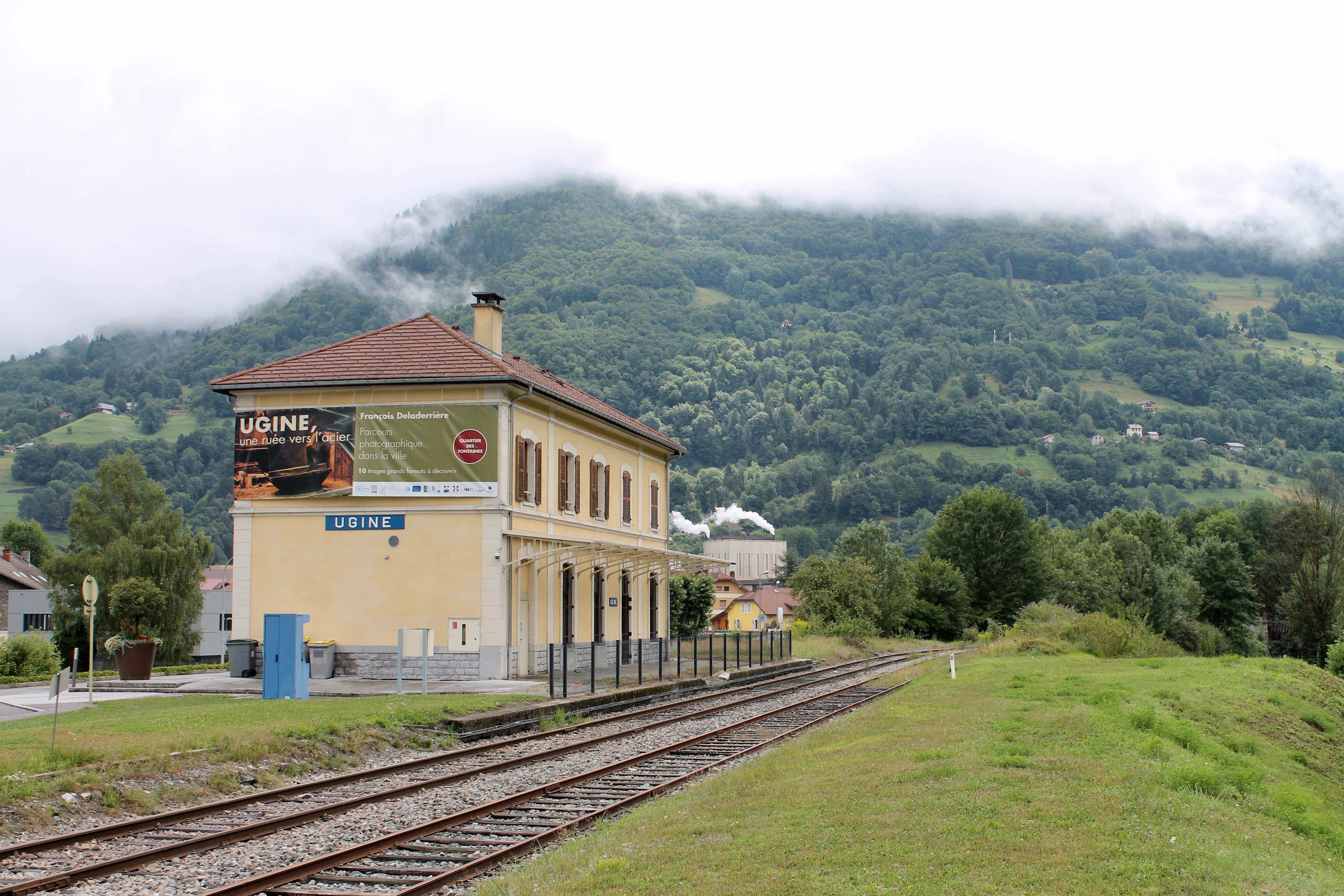
La gare d’Ugine, fermée au trafic voyageurs depuis 1938.

Le service de transport à la demande ne concerne que quelques départs de la ligne 3, qui circule entre Albertville et Ugine. La faible fréquentation des services concernés (un le matin depuis Ugine et un en soirée dans chaque sens) ne justifie pas la mise en place d’un départ régulier, mais le maintien de cette offre permet de pallier l’absence d’alternatives : la gare d’Ugine, située sur l’ancienne ligne d’Annecy à Albertville, est fermée au trafic voyageurs depuis 1938 et la ligne régionale 51 du réseau LIHSA, reliant Annecy à Albertville via Ugine, termine son service quelques heures plus tôt. Afin d’activer le service, il est nécessaire de réserver auprès du Point Info Bus jusqu’à la veille au soir (17 h 30) pour le départ du matin ou avant 11 h 30 pour le soir même.
La tarification est identique à celle en vigueur sur le reste du réseau.

### Interconnexion avec les autres réseaux
Cars Région Haute-Savoie

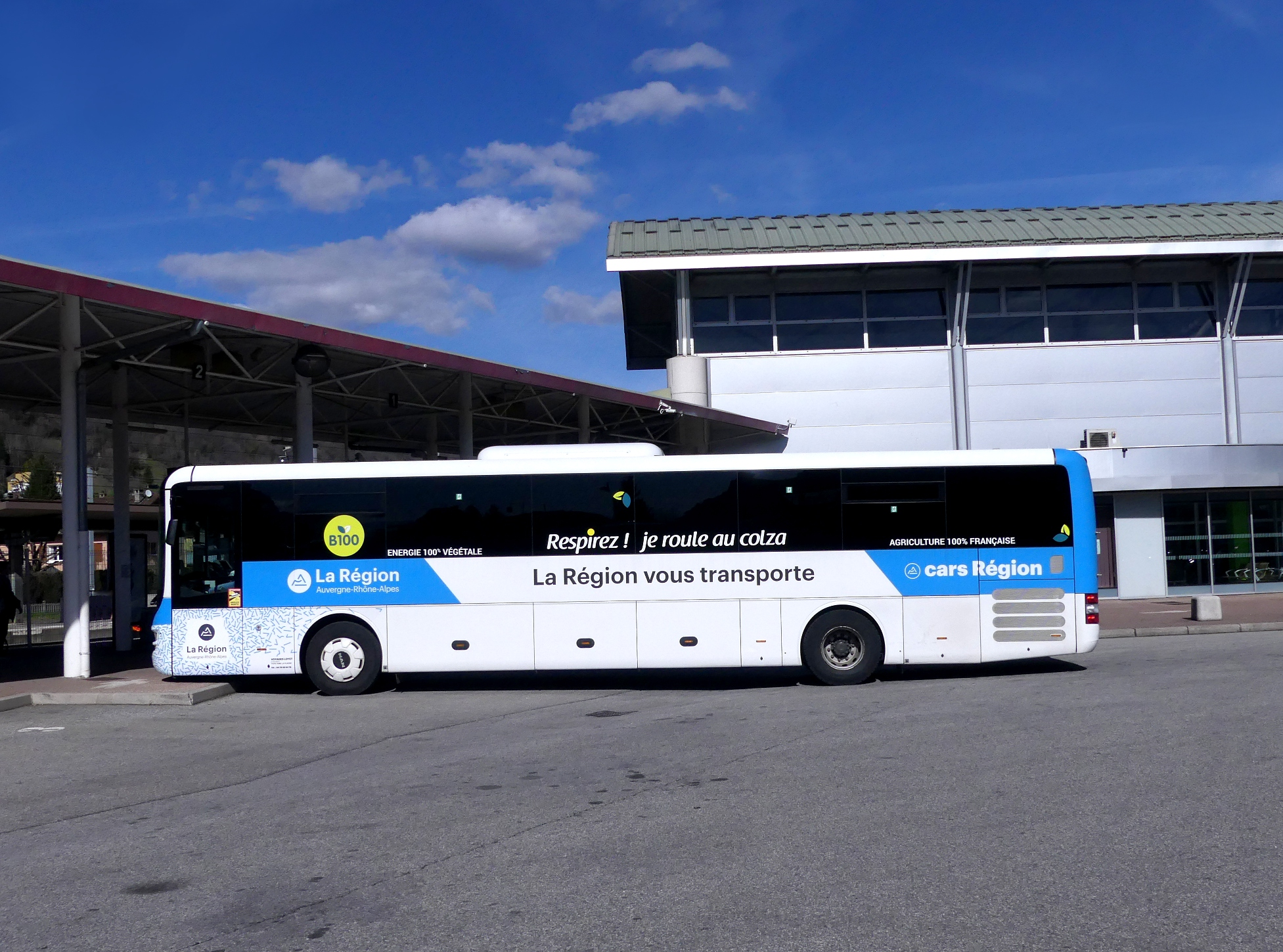
Un autocar du réseau régional à la gare routière d’Albertville en mars 2018.

Une ligne du réseau interurbain de Haute-Savoie Cars Région Haute-Savoie, la Y51, relie les gares routières d’Annecy et d’Albertville en suivant le parcours de l’ancienne ligne de chemin de fer, fermée au trafic à partir de la fin des années 30. Elle entre en Savoie à Ugine et suit, à partir de cette commune en itinéraire plus ou moins similaire à celui de la ligne 3 du réseau albertvillois, desservant 10 des 17 arrêts de cette ligne.
Les trois arrêts qu’elle dessert dans la commune d’Albertville lui permettent d’entrer en correspondance avec l’ensemble des lignes régulières, notamment aux arrêts Gare routière et Jean Jaurès, où elle est en correspondance avec respectivement 8 et 5 des 9 lignes du réseau.
La ligne peut être utilisée avec un titre de transport TRA sur les communes d'Albertville, Marthod et Ugine.

### Accessibilité aux personnes à mobilité réduite
Depuis la mise en place du réseau, l’agglomération s’est efforcée de se doter uniquement de véhicules accessibles aux PMR. En effet, excepté les deux Renault PR 112 loués en 2009 puis deux Setra S 315 NF loués en 2017 pour remplacer des véhicules en panne, l’ensemble du parc est accessible aux personnes à mobilité réduite.

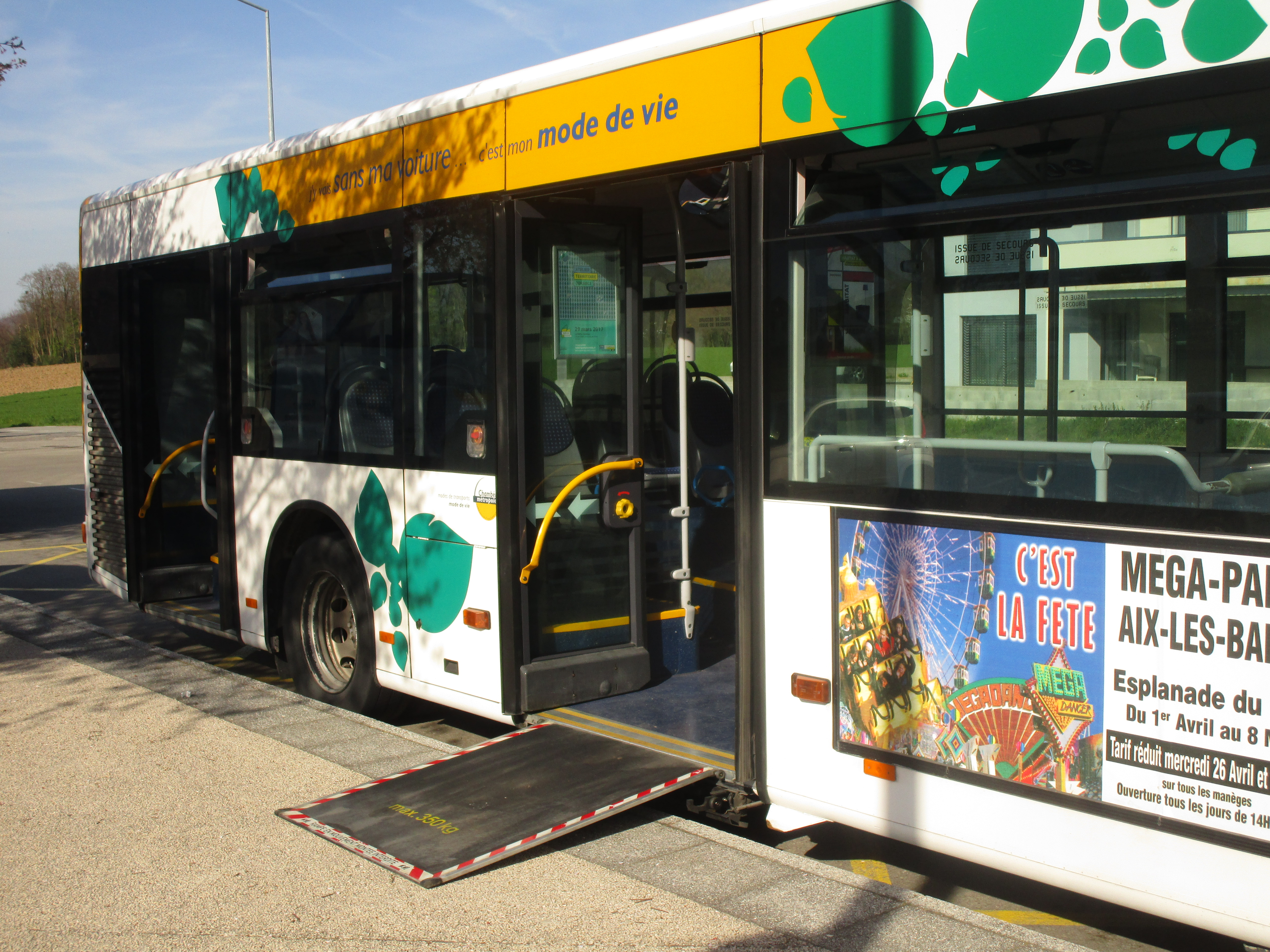
Une rampe d’accès rétractable similaire à celles utilisées sur les bus albertvillois.

Selon le type de véhicule, cette accessibilité s’illustre différemment : les bus sont équipés de planchers surbaissés et de rampes d’accès rétractables situées sous la porte centrale, tandis que les autocars disposent d’une plateforme élévatrice pour permettre à la personne d’embarquer sans difficulté. Toutefois, ils disposent tous d’emplacements réservés aux utilisateurs de fauteuil roulant (UFR) et aux personnes à mobilité réduite (PMR), le plus souvent situés au niveau de la porte centrale. Un bouton spécifique est installé à proximité pour demander l’arrêt, ce qui permet de signaler au conducteur qu’il devra s’adapter pour faciliter la descente de l’usager handicapé lors du prochain arrêt.
Lors de l’arrêt, le conducteur peut effectuer, uniquement sur les bus et si l’emplacement le permet, une manœuvre appelée agenouillement destinée à faciliter la montée/descente de l’usager. Au cours de cette manœuvre, le véhicule est amené au plus près du trottoir et incliné sur le côté droit afin de réduire au maximum la différence de hauteur entre le plancher du bus et le sol, puis la rampe d’accès située sous la porte est déployée et les portes sont ouvertes afin de permettre l’entrée/sortie du passager. L’ensemble de ces actions est contrôlé depuis le poste de conduite.

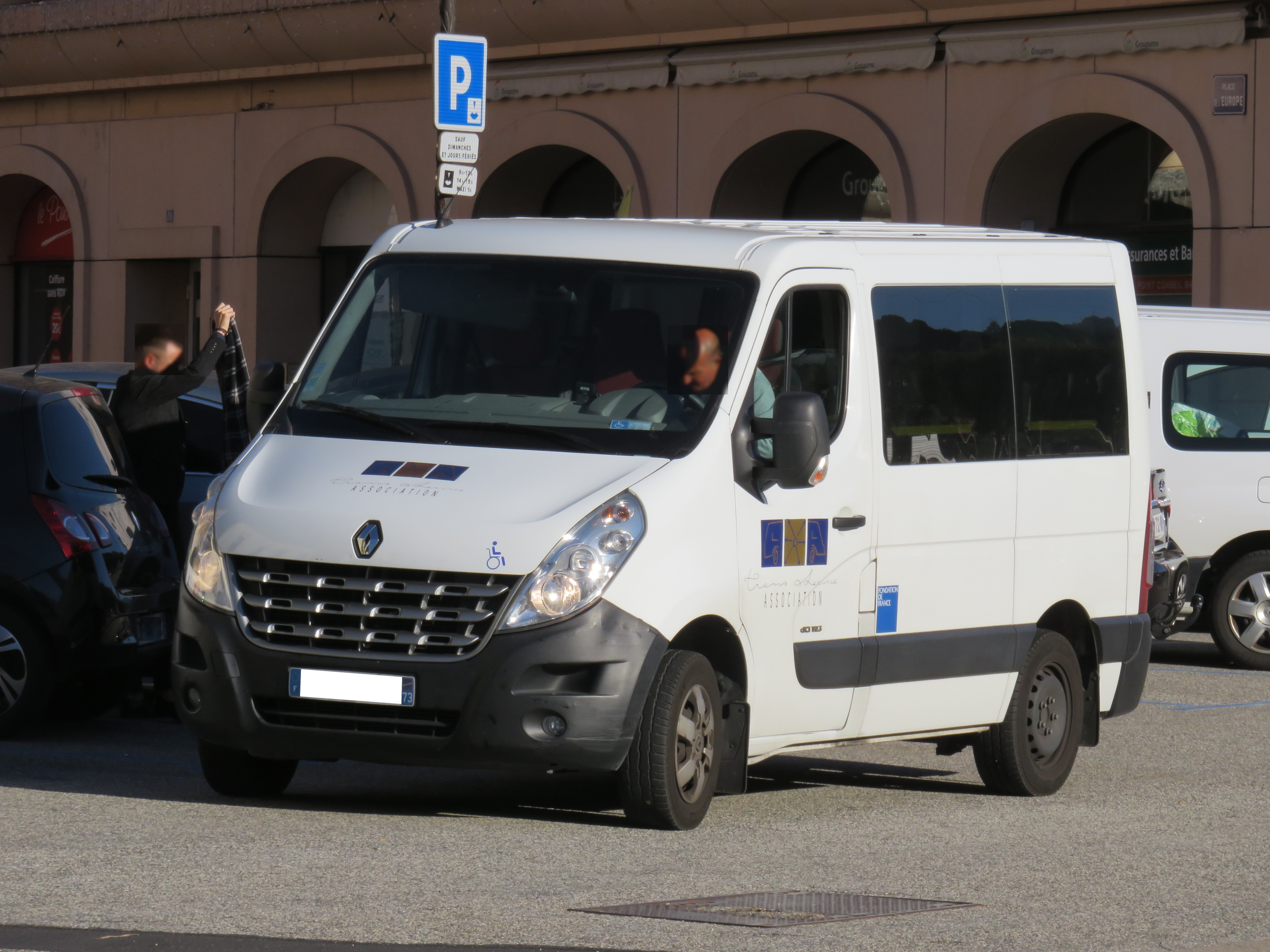
Un minibus de l’association Trans Service Association à Albertville en septembre 2018.

Toutefois, bien que l’ensemble du parc soit accessible aux personnes à mobilité réduite, les arrêts ne le sont pas encore, excepté un.
La communauté d’agglomération a donc signé, du temps de la Co.RAL, une convention avec une association locale, Trans Services Associations, spécialisée dans l’aide aux déplacements des personnes âgées et/ou à mobilité réduite. Ce partenariat passe par un soutien financier de l’association et la mise à disposition de véhicules électriques pour assurer un service de porte à porte qui consiste à amener la personne de l’endroit où elle se trouve à celui où elle souhaite se rendre, puis la ramener au point de départ. Depuis le remplacement de la communauté de communes par la communauté d’agglomération Arlysère, la convention a été étendue à deux autres associations qui assurent les déplacements des personnes à mobilité réduite sur les territoires des anciennes communautés de communes : le Covoiturage associatif du canton de Grésy pour l’ancienne Communauté de communes du Beaufortain et Trans Beaufortain pour le périmètre de la CCHCS et de Com’Arly.

### Arrêts
En 2017, le réseau est composé d’environ 270 arrêts de bus, dont 268 desservis dans les deux sens.
Certains arrêts sont aménagés afin d’être accessibles aux PMR, le plus souvent par la surélévation du bord afin de limiter l’écart entre le bord du véhicule et le sol.

## Identité visuelle

### Livrée des véhicules

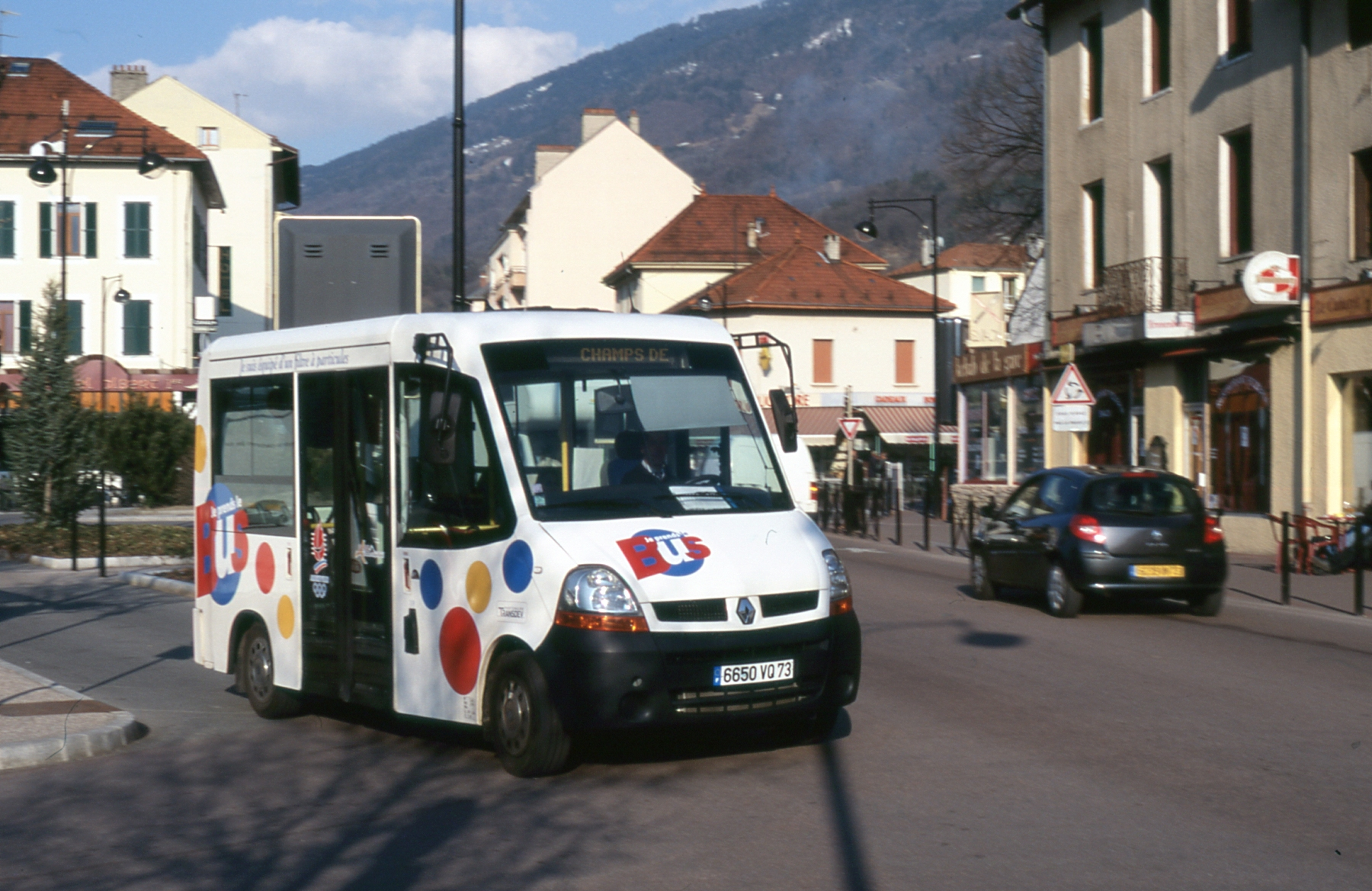
Un minibus avec la livrée initiale (2007).

Lors du lancement du réseau en janvier 2007, les minibus arborent une livrée blanche avec des ronds de différentes tailles et de différentes couleurs (bleus, jaunes et rouges). Le logo du réseau est apposé sur les flancs et sur le capot. D’autres logos sont présents sur le véhicule : celui de Transdev au-dessus de l’essieu avant et ceux de la Co.RAL et de la ville d’Albertville sur les portes.
Les véhicules exploités sur la ligne reliant à Albertville à Ugine reçoivent une livrée similaire à celle des minibus, mais les ronds sont de couleurs différentes (beiges, jaunes et violets) et la disposition des logos diffèrent légèrement : ceux de Transdev et de la Co.RAL sont collés sur la porte avant tandis que ceux du département et de la ville d’Ugine sont présents sur les portes centrales.

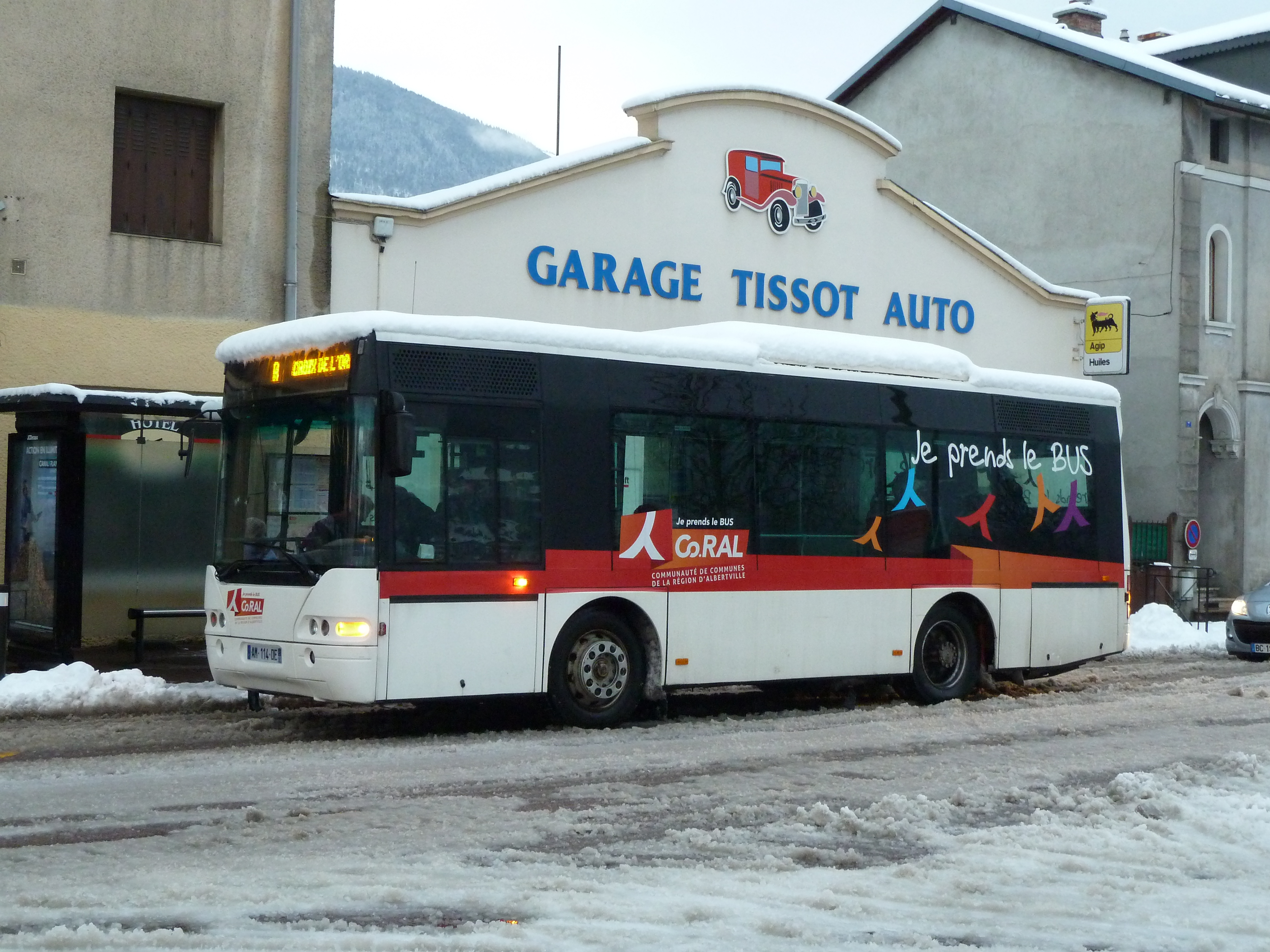
Un midibus avec la seconde livrée (2011).

À partir de 2011, une livrée unifiée apparait sur le réseau. Le blanc reste prédominant, notamment sur le bas de caisse et la face avant, mais les ronds de couleurs disparaissent au profit des couleurs de la communauté de communes : une longue bande rouge et orange fait le tour du véhicule au niveau des vitres. Le nom du réseau est également inscrit sur ces dernières, entouré du symbole de la Co.RAL (un dessin stylisé représentant la confluence des rivières Arly et Isère) de différentes couleurs (bleu, jaune, rouge et violet). Différents logos sont présents : celui de Transdev sur la porte avant, celui de la Co.RAL au-dessus de l’essieu avant et sur la face avant, et enfin celui de la ville d’Albertville à côté des vitres et sur la face arrière.

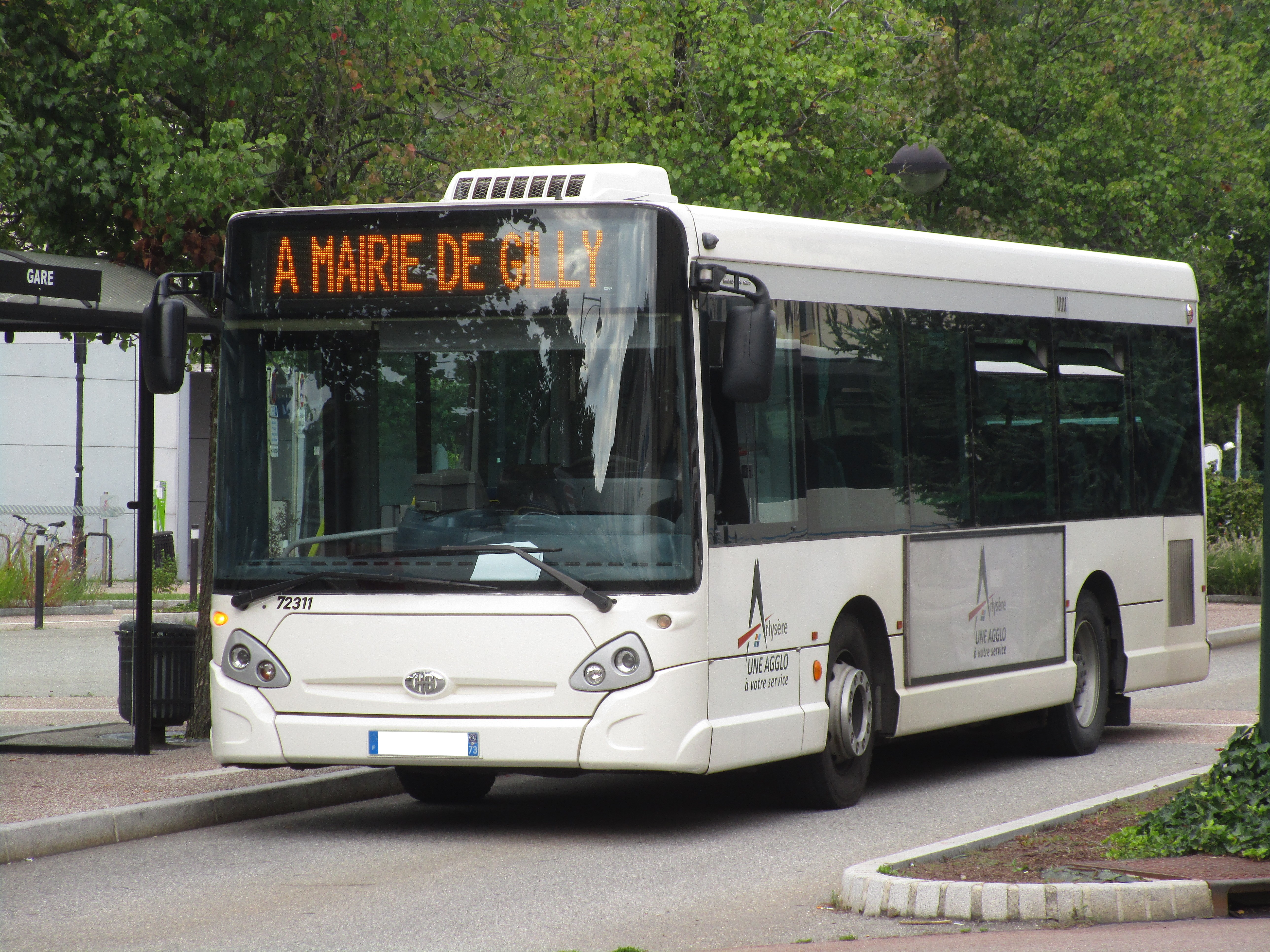
Un midibus avec la livrée provisoire (2017).

En 2017, à la suite de la disparition de la Co.RAL et la création de la communauté d’agglomération Arlysère, une livrée provisoire est mise en place. En grande partie blanche, elle est composée uniquement de logos : celui du réseau, renommé Transports Région Arlysère s’étend sur tout le flanc droit tandis que celui de l’intercommunalité est apposé sur la face arrière et le flanc gauche. La face avant est quant à elle entièrement vierge.

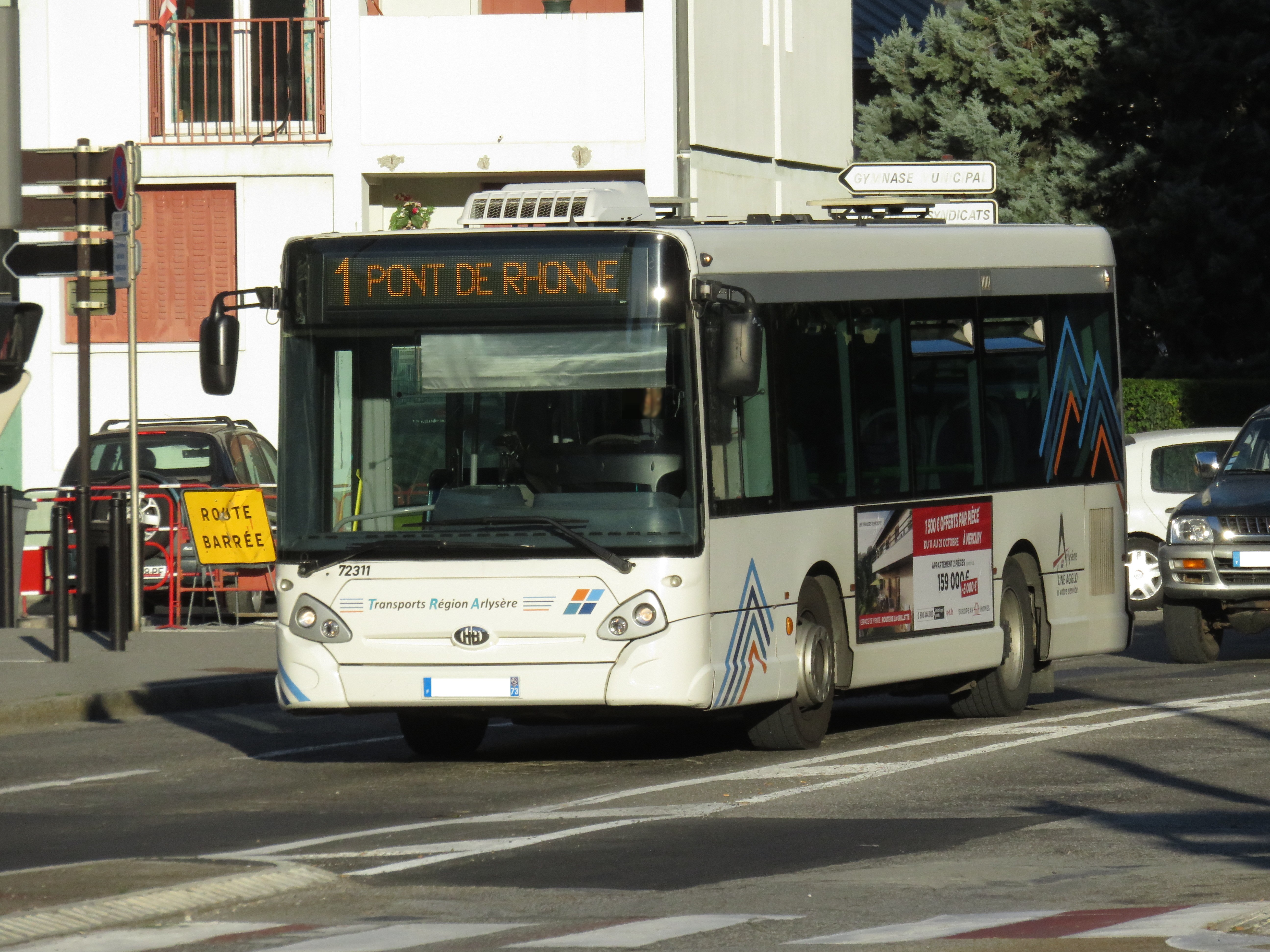
Un midibus avec la livrée actuelle (2018).

À la rentrée 2018, le réseau se voit doté d’une nouvelle livrée. Comme la livrée provisoire, le blanc est majoritaire. Le logo du réseau est désormais présent sur la face avant et dans l’empattement tandis que celui de la communauté d’agglomération Arlysère est apposé sur le porte-à-faux arrière. Un dessin stylisé symbolisant des montagnes et reprenant les couleurs du logo du réseau est présent en dessous de la vitre conducteur et sur la dernière vitre latérale.
Livrées particulières

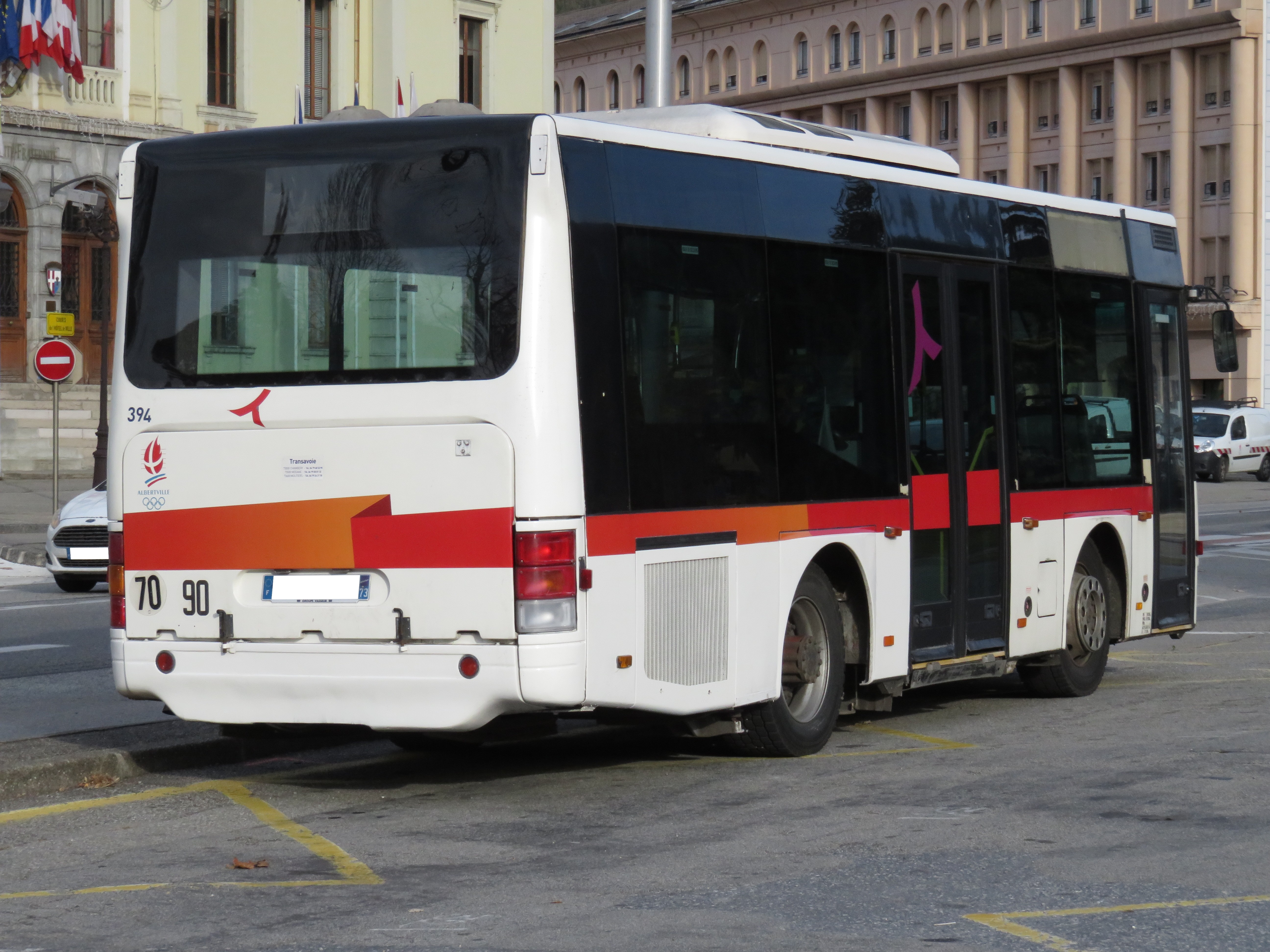
Le Neoplan N4407 avec sa livrée partielle (2017).

À quelques occasions, les bus peuvent arborer une livrée différente de celles décrites ci-dessus. Ainsi, on remarque :
- en 2009, deux Renault PR 112 sont loués auprès du réseau de Montpellier. Leur circulation sur le réseau n’étant que provisoire, ils ne sont pas dotés de la livrée du réseau et conservent les couleurs bleues et grises du réseau montpelliérain, mais les symboles (l’hirondelle et les traits bleus qui encerclent le véhicule) et le logo du réseau d’origine ont été retirés et remplacés par le logo de la Co.RAL, apposé sous la vitre conducteur ;
- au début des années 2010, un Renault PR 112 provenant du réseau de Chambéry circule pendant quelques mois à Albertville avec une livrée reprenant les éléments de la livrée chambérienne ;
- quelques véhicules arrivés sur le réseau peu de temps avant le changement d’identité visuelle (2017) circulent avec une livrée vierge ;
- en 2017, le second Neoplan N4407 du réseau (le premier ayant été vendu) voit sa livrée Co.RAL partiellement retiré à la suite du changement d’identité du réseau, mais n’est pas mis aux nouvelles couleurs puisque le renouvellement du parc doit entrainer sa réforme. Il circule donc avec une livrée blanche et une fine bande rouge et orange héritée de sa précédente livrée ;
- en 2017, un MAN Lion’s City Hybrid est testé sur le réseau et circule avec une livrée célébrant les 100 ans de la filiale MAN Truck & Bus du constructeur MAN : une frise chronologique présente quelques véhicules emblématiques du groupe et leur année de lancement. À l’arrière, une inscription rappelle l’âge de la filiale et indique que Transdev teste l’hybride.

## Intermodalité

### Location de vélos
La communauté d’agglomération propose, depuis le 1er janvier 2017, un service de location de vélos à assistance électrique (VAE) selon plusieurs formules : à l’heure, à la demi-journée, à la journée ou à la semaine.

### SNCF: trains

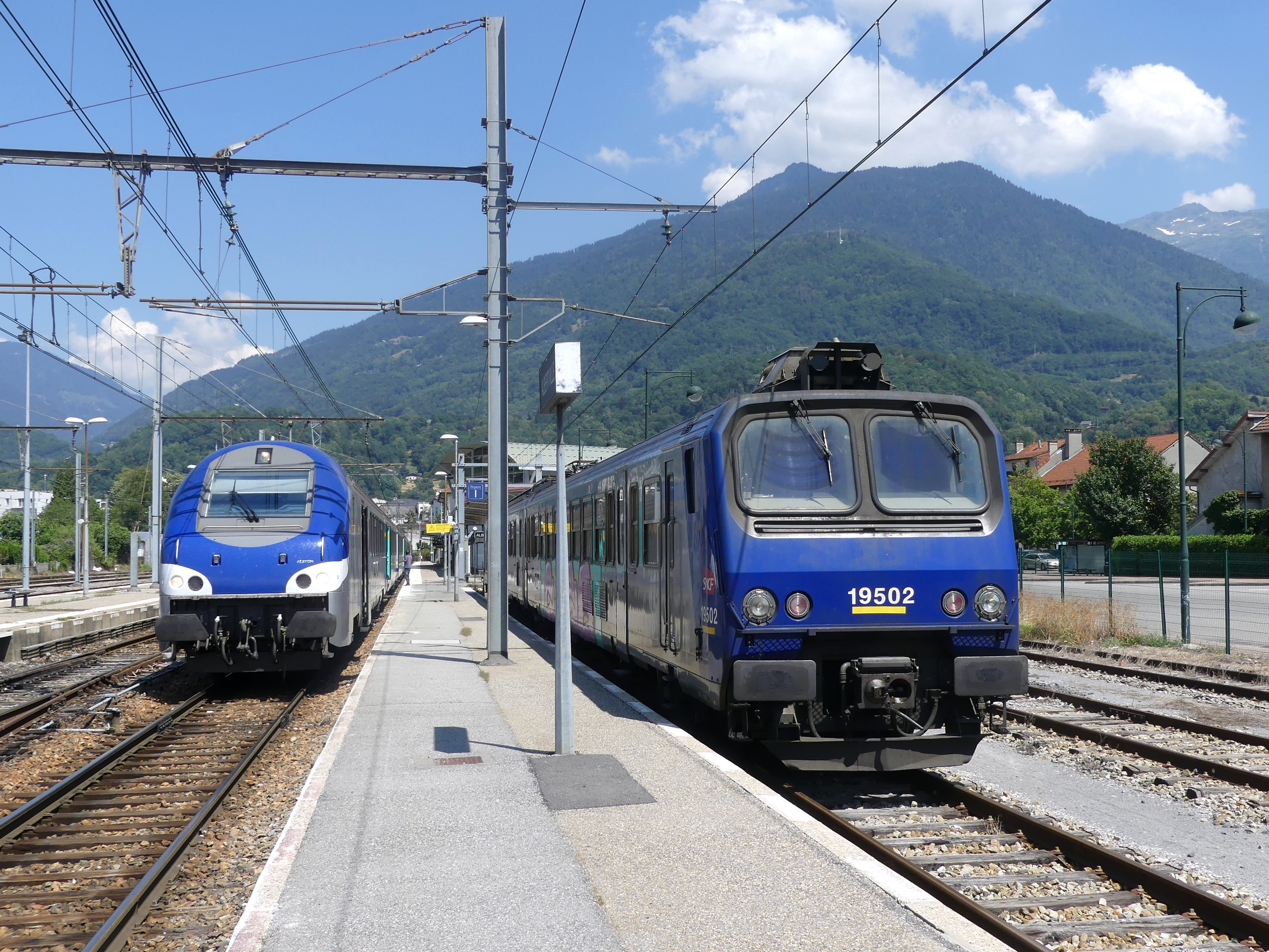
Le TER Lyon-Bourg-Saint-Maurice à Albertville en juillet 2018. À droite, la gare routière.

Le réseau de bus albertvillois dessert trois gares SNCF situées sur la ligne de la Tarentaise : les gares de Grésy-sur-Isère, Frontenex et Albertville. Si les deux premières ne sont desservies que par une seule et même ligne, la 7, la troisième est le point central du réseau : l’ensemble des lignes régulières y entrent en correspondance et, excepté trois, y disposent de leur terminus.
Depuis la gare d’Albertville, il est possible d’emprunter deux lignes de TER : le Lyon (ou Aix-les-Bains)-Bourg-Saint-Maurice ou le Chambéry-Albertville (ou Bourg-Saint-Maurice). Selon les saisons, un à deux trains sont ajoutés à cette liste : le TGV Paris-Bourg-Saint-Maurice (en été) et le Lille (Gares d’Europe ou Flandres)-Bourg-Saint-Maurice (en hiver), ainsi que l’Eurostar Amsterdam (ou Bruxelles)-Bourg-Saint-Maurice (en hiver).
Les gares de Grésy-sur-Isère et de Frontenex sont uniquement desservis par le TER Chambéry-Albertville-Bourg-Saint-Maurice, qui est assuré selon les horaires en train ou en car. Ce dernier dessert alors les communes de Cevins et La Bâthie, où les gares SNCF sont fermées depuis les années 1990.

## Exploitation

### État du parc
En 2017, le parc de véhicules circulant sur le réseau se compose de 13 véhicules, dont 6 bus urbains, 7 cars et 1 minibus.
À titre de comparaison, au moment du lancement du réseau en 2007, celui-ci était assuré par quatre minibus et un midibus, qui appartenait à la Co.RAL. Par la suite, l’augmentation de la fréquentation contraint l’intercommunalité à se doter de véhicules plus grands : deux Renault PR 112 sont loués à une filiale de Transdev tandis que le délégataire, Transavoie, récupère un Renault PR 100.2 qu’il exploitait sur le réseau chambérien et le transfère à Albertville. Toutefois, ces véhicules n’étant pas accessibles aux personnes à mobilité réduite, la Co.RAL acquiert deux Neoplan N 4407 d’occasion afin de les remplacer.

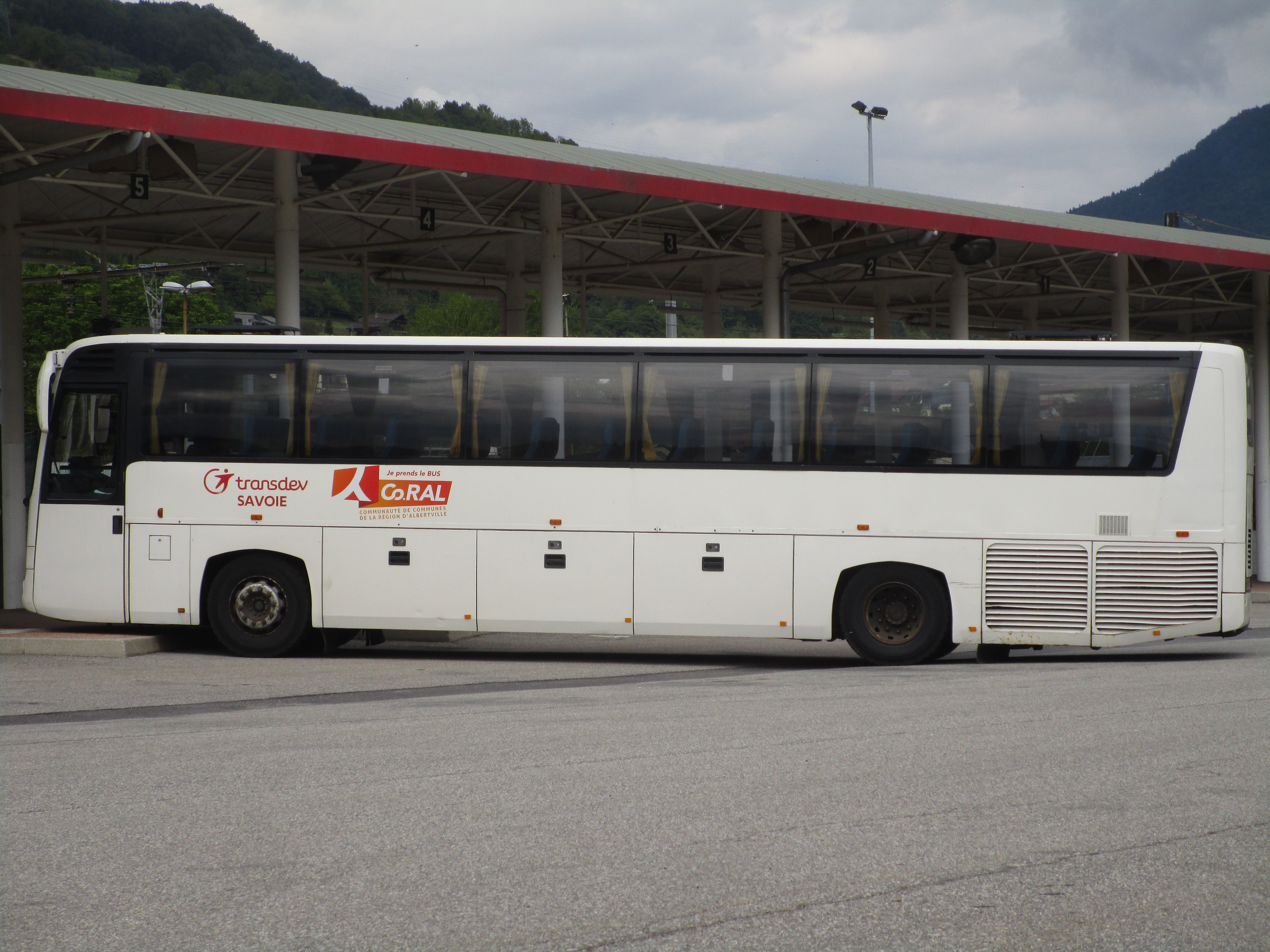
Un car mis à disposition du délégataire par la Co.RAL pour assurer la ligne C.

Initialement, la Co.RAL puis Arlysère mettent à disposition les bus affectés aux lignes A, B et C. Toutefois, le renouvellement d’une partie de la flotte (prévue pour 2015) ayant du être annulée faute de fonds, les plus vieux véhicules sont retirés du service en mars 2017 et remplacés par trois bus loués par la communauté d’agglomération auprès de Transdev Savoie. En 2018, trois bus neufs sont commandés dans le cadre du nouveau réseau. S'il a été envisagé de mettre en place des bus électriques ou hybrides, les contraintes d’exploitation et le coût des véhicules dotés de ces types de motorisation ont amené Arlysère à leur préférer des véhicules diesel répondant aux dernières normes européennes de pollution (€6), qui devrait être livrés au printemps 2019.
Les véhicules affectés aux autres lignes (D à I) appartiennent à deux sociétés chargées de l’exploitation du réseau : Transdev Savoie pour les lignes D et E et Faure Savoie pour les autres lignes. Les horaires de ces lignes permettent de les assurer par un seul véhicule.

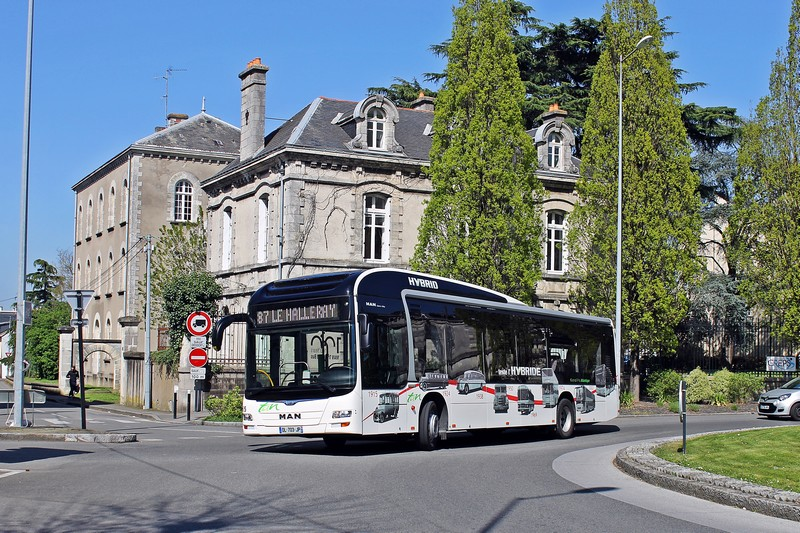
Le MAN Lion’s City Hybrid testé à Albertville en 2017, ici lors d’essais à Nantes.

En avril 2017, un bus hybride est testé sur la ligne C, qui relie Albertville à Ugine, dans le cadre d’une réflexion sur la transition énergétique du parc. Il s’agit d’un MAN Lion's City Hybrid de démonstration, mis à disposition de la communauté d’agglomération  par le constructeur allemand MAN Truck & Bus.

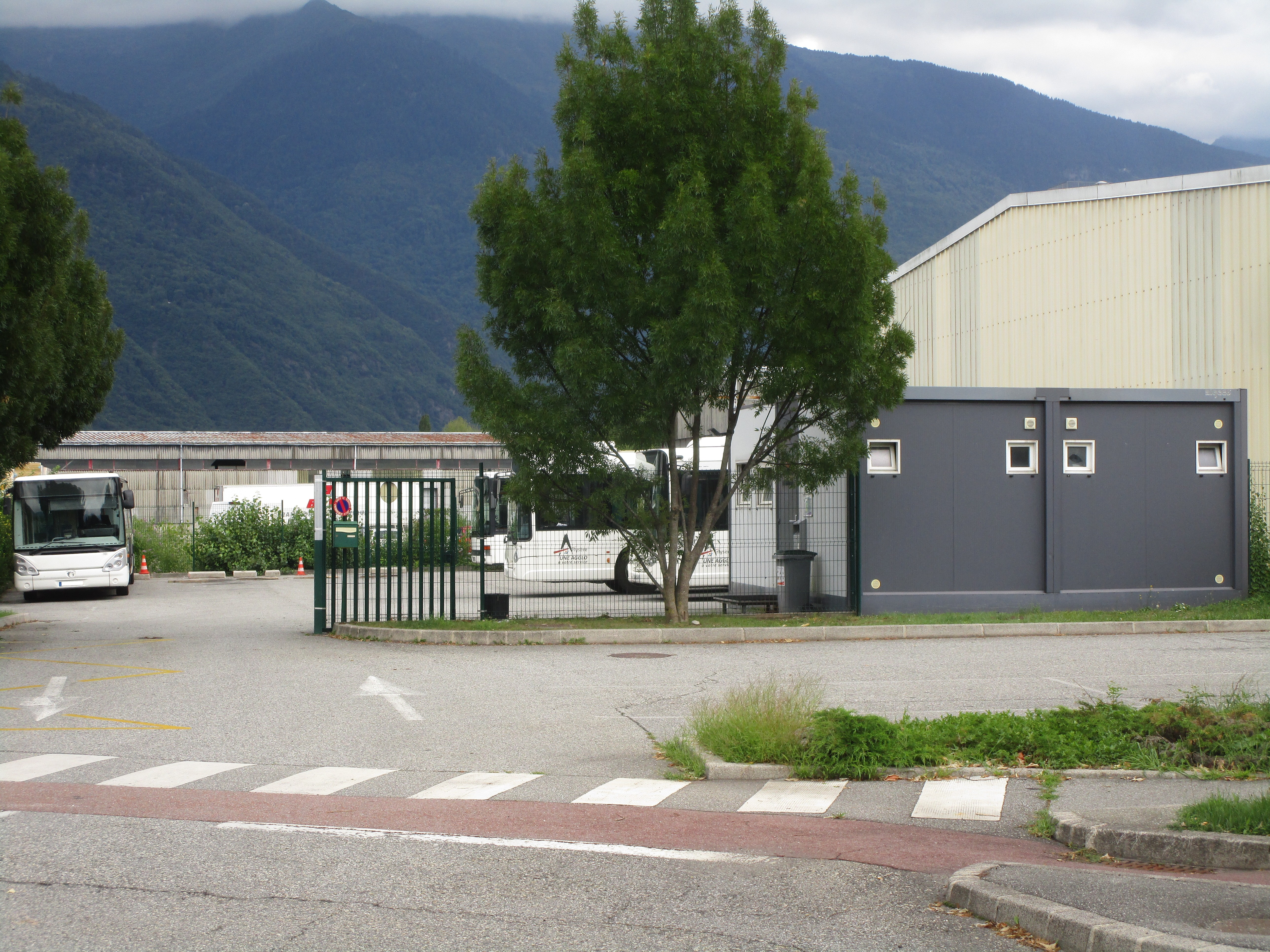
Le dépôt du réseau à Albertville en 2017.

### Dépôts
Les véhicules exploités sur le réseau urbain sont entreposés dans un dépôt mis à disposition par la communauté d’agglomération. Celui-ci est situé sur le territoire de la commune d’Albertville, dans le Chemin de la Pierre du Roy (45° 39′ 52″ N, 6° 23′ 34″ E), à côté de la salle municipale gymnase du même nom. Il peut accueillir une petite dizaine de véhicules et dispose d’un abri pour les chauffeurs.
Les autocars utilisés sur les lignes sous-traités sont stationnés dans les dépôts des sociétés à qui ils appartiennent, c’est-à-dire :
- dans la Rue Ambroise Croizat (45° 39′ 31″ N, 6° 22′ 04″ E) à Albertville pour les véhicules de Faure Savoie ;
- au dépôt de Moûtiers, installé à côté des gares routières et SNCF (45° 29′ 15″ N, 6° 31′ 37″ E), pour les cars de Transdev Savoie.

### Accidents
Le réseau n’a pas connu d’accidents notables, relatés par voie de presse. Toutefois, le 27 juin 2016, un bus du réseau circulant à vide se retrouve coincé sur la voie ferrée reliant Albertville à Chambéry à la suite d'un problème mécanique. Les pompiers intervenus sur place parviennent à le dégager après quelques minutes.

### Sécurité
Conformément à la législation en vigueur, l’ensemble du parc est soumis à un contrôle technique, effectué par un centre indépendant et reconnu, valable 6 mois. Au cours de cette visite, tous les éléments de sécurité ainsi que l’arrimage des sièges et la motorisation sont vérifiés.

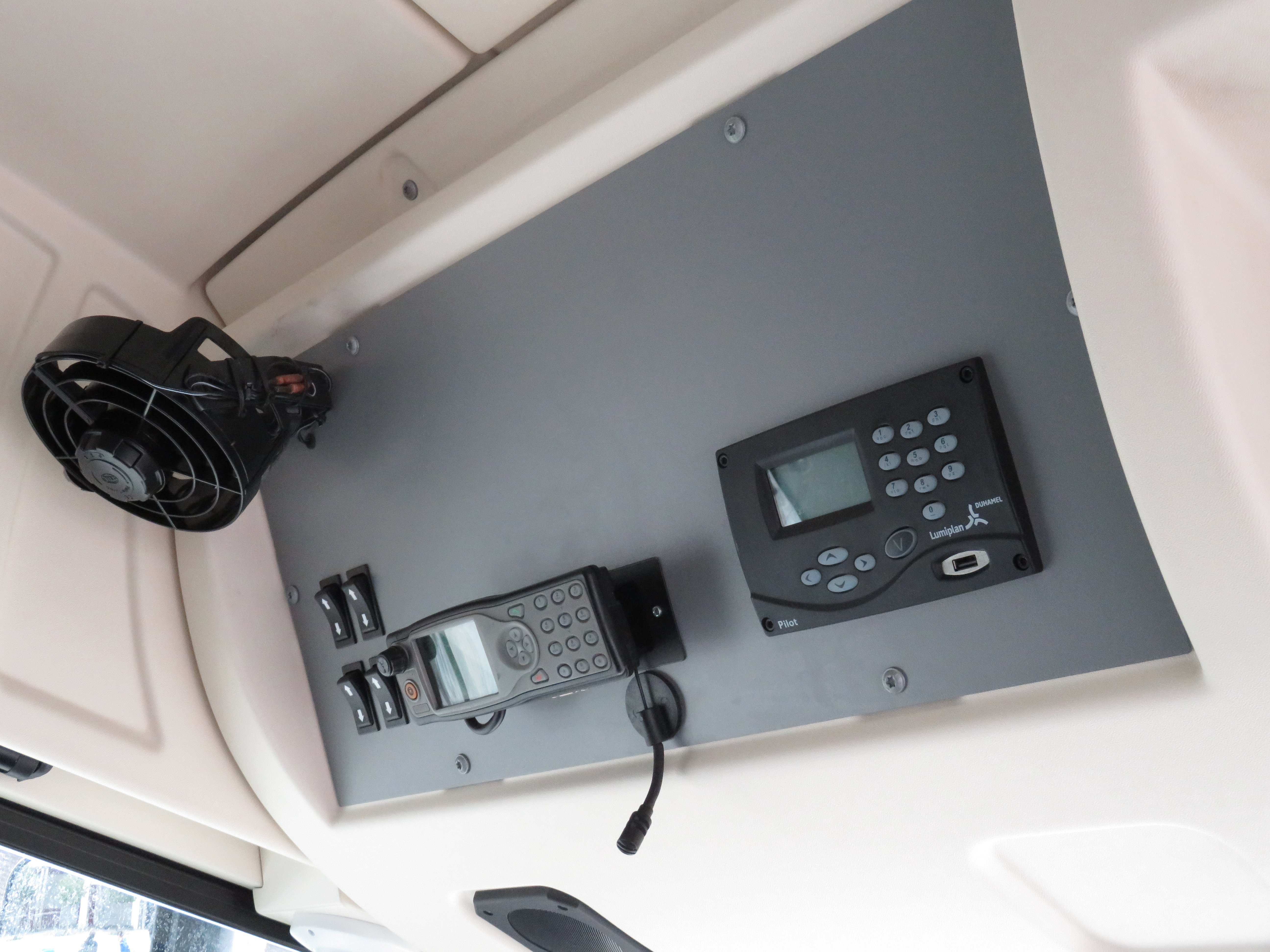
La radio installée à bord des bus.

La position des véhicules est retransmise par GPS, grâce au Système d’Aide à l’Exploitation et à l’Information Voyageurs (SAEIV), au centre d’exploitation où une équipe est chargé de s’assurer de l’absence de problèmes sur le réseau. Les véhicules sont également équipés d’émetteur-récepteur permettant aux conducteurs d’être informés des perturbations sur le réseau et de communiquer avec le centre d’exploitation.
Les véhicules du réseau sont également équipés de caméras de vidéosurveillance. Toutefois, un partenariat entre la communauté d’agglomération et les polices, tant municipale que nationale, fait que les forces de l’ordre assurent une surveillance ponctuelle du réseau et peuvent monter dans les bus à certains horaires jugés sensibles.
Les portes sont dotées de nombreuses sécurités. En effet, chacune d’elles est dotée de bords sensibles, capable de remarquer la présence d’un corps étranger entre les battants, mais aussi d’un détecteur infrarouge installé au-dessus de l’ouverture, dont la tâche est de détecter un individu situé trop près de la porte. En cas d’anomalie, ces deux sécurités entraînent un phénomène de réversion, c’est-à-dire la réouverture des portes. Des capteurs sont également installés afin de vérifier la bonne fermeture des portes arrière : si l’une d’elles n’est pas ou mal fermée, le véhicule ne peut pas démarrer. L’ouverture de la porte avant n’empêche pas de faire partir le bus, mais elle est programmée pour se fermer automatiquement après 5 secondes. Enfin, en cas de problème empêchant l’ouverture des battants depuis le poste de conduite, deux mécanismes, l’un à l’extérieur et l’autre à l’intérieur, sont installés à proximité de chaque portes et permettent de déclencher la décompression, c’est-à-dire le fait de vider les réserves d’air comprimé, rendant ainsi les battants inertes et maniables à la main.
Tous les bus sont équipés de marteaux brise-vitre situés le plus souvent derrière le conducteur ou, dans certains véhicules, au niveau des baies latérales. Conformément à la législation en vigueur, au moins cinq vitres latérales et la glace arrière des véhicules, signalés par la mention « Issue de secours », peuvent être brisés afin d’évacuer le bus en cas d’urgence (incendie, accident, etc.).

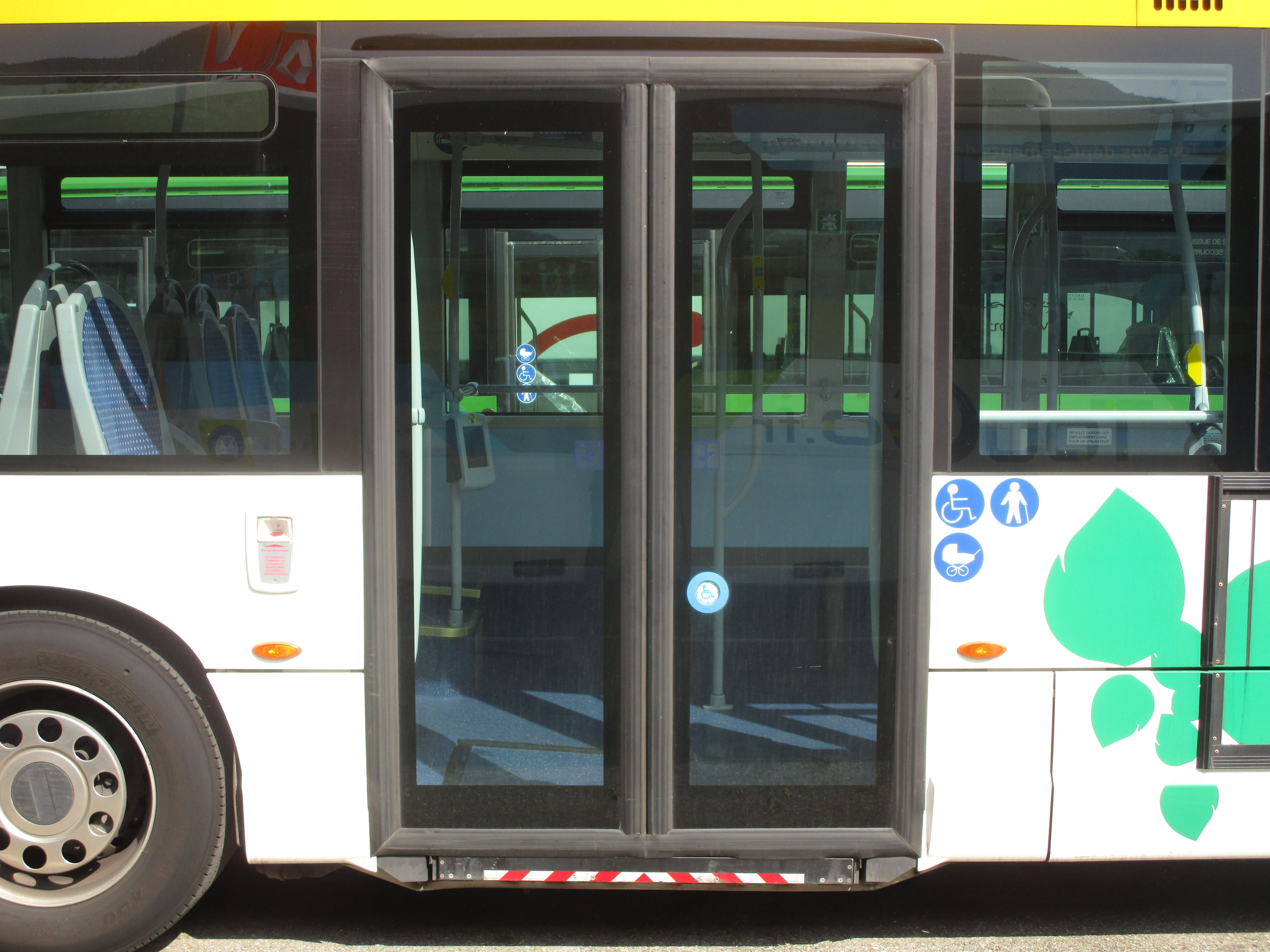
Des portes dotées de bords sensibles.
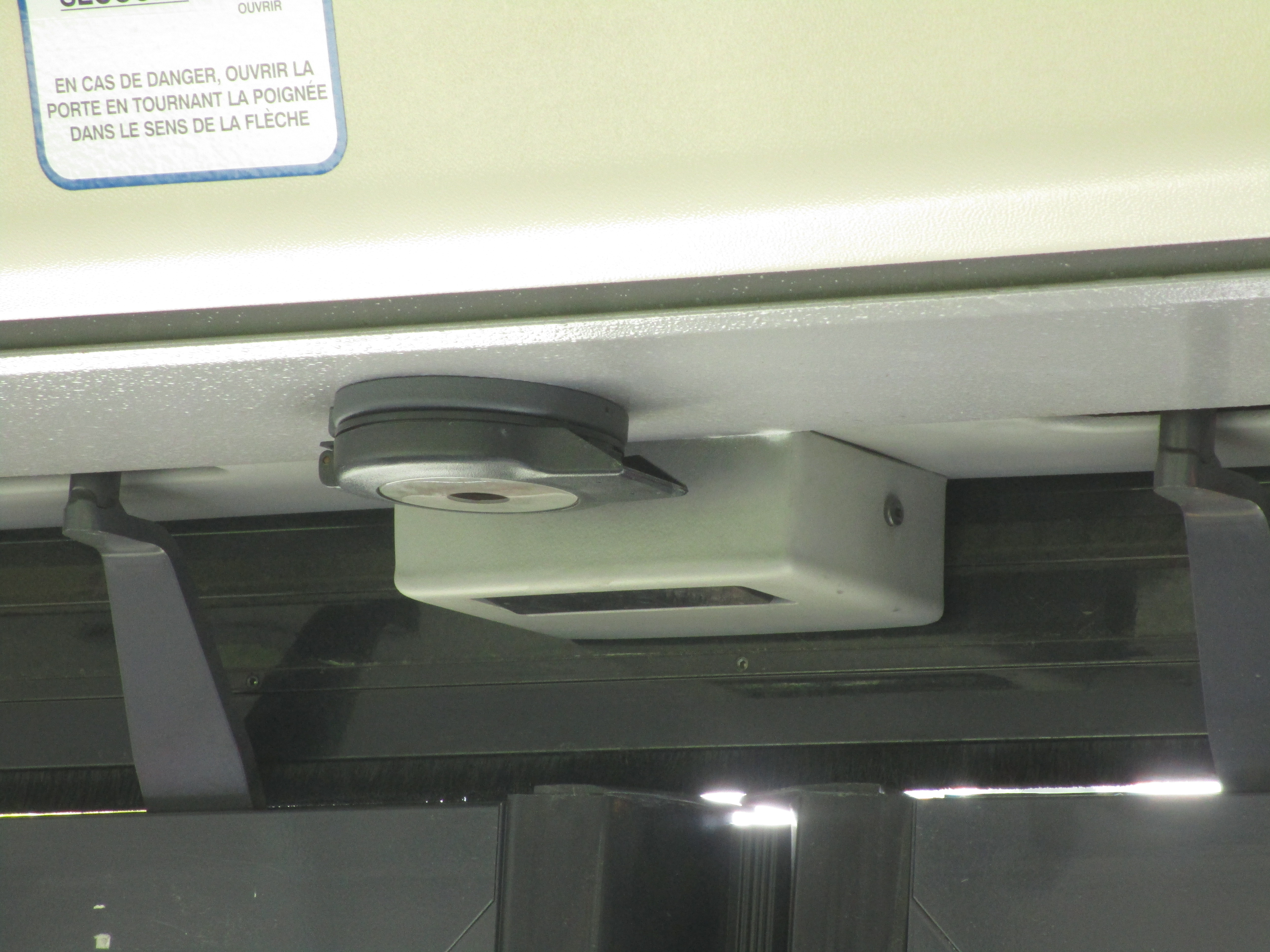
Une cellule détectrice (à l’arrière) et l’ouverture de secours des portes.
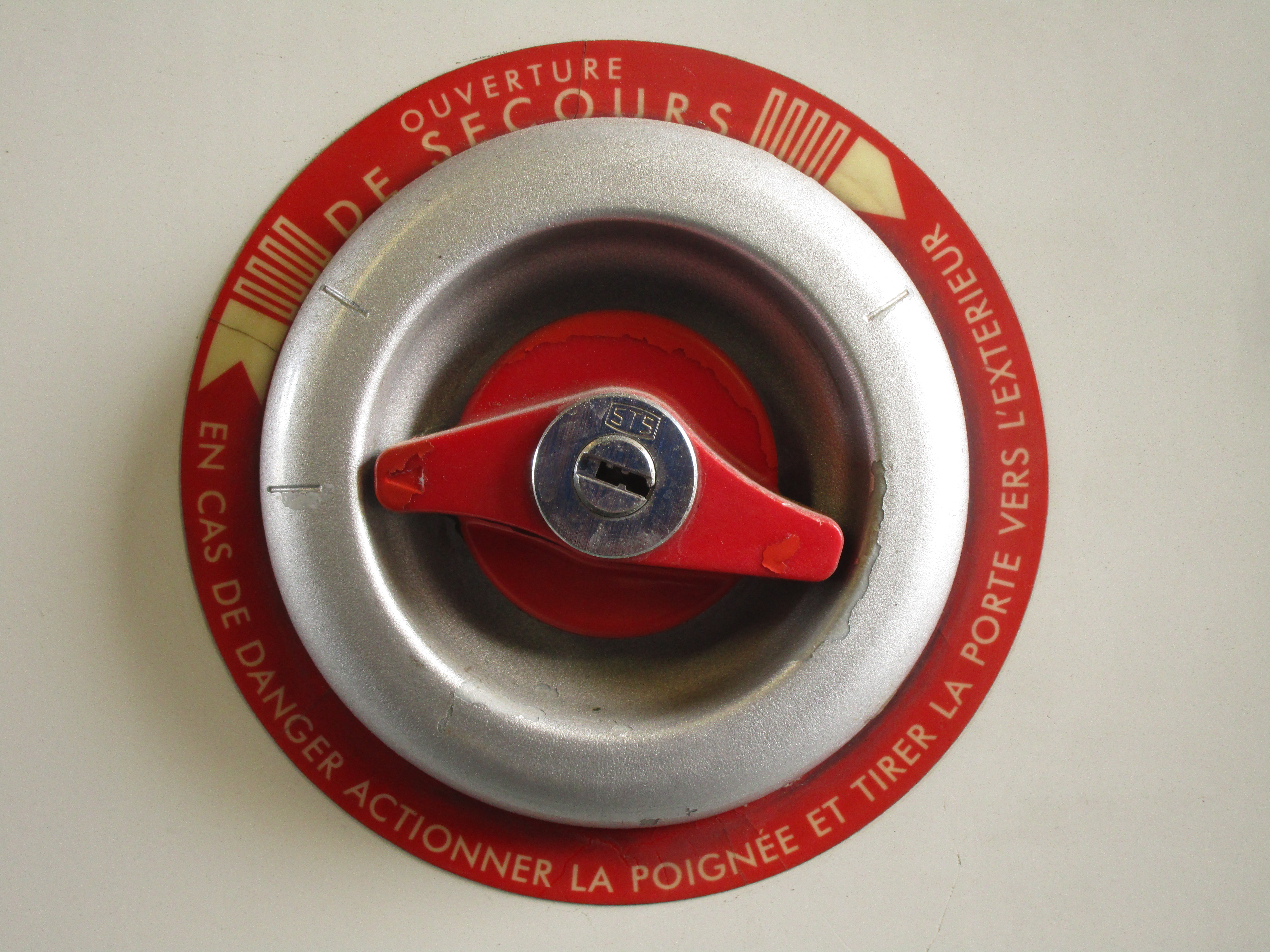
Le système d’ouverture de secours des portes (extérieur).
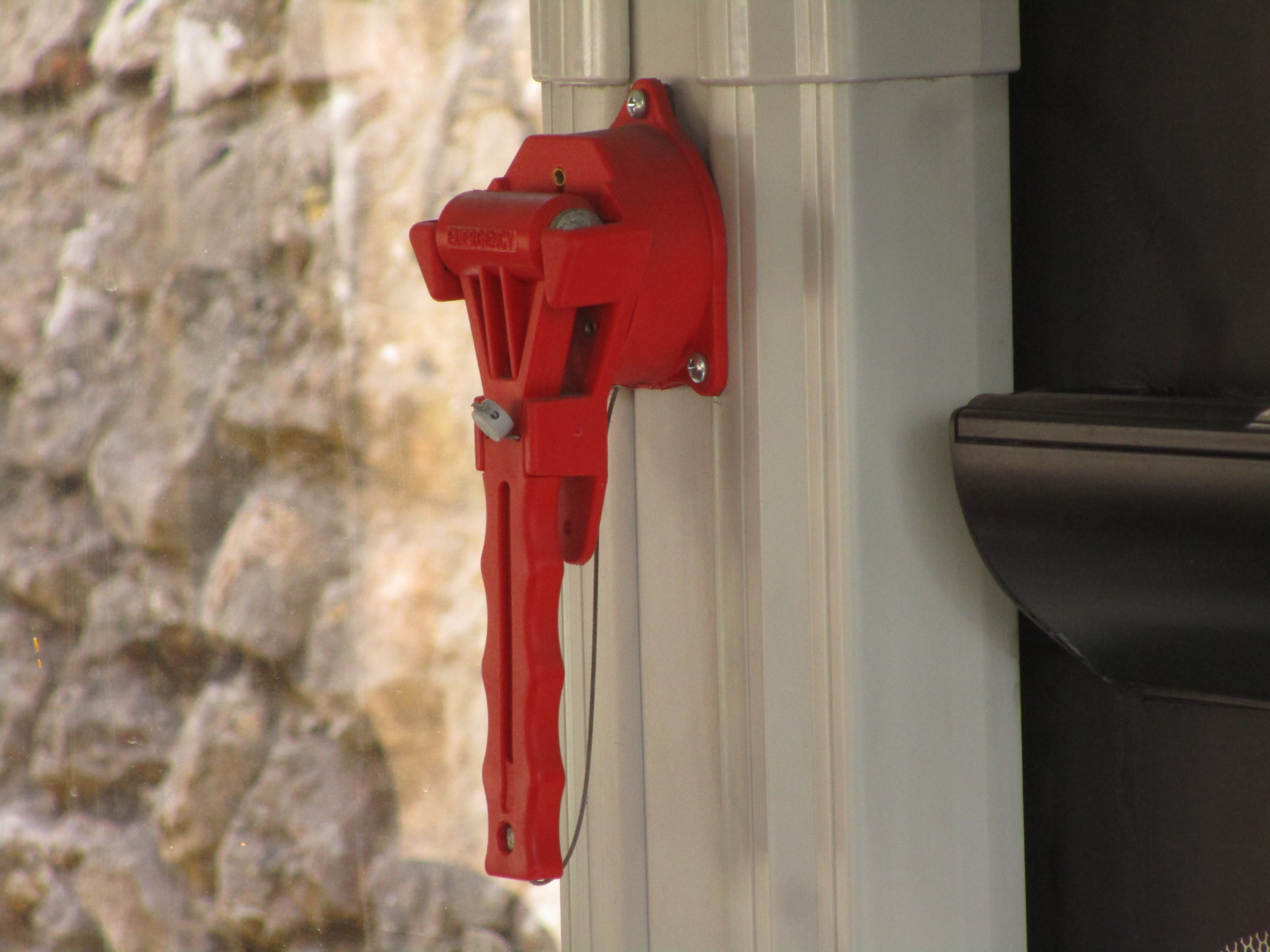
Un marteau brise-vitre.

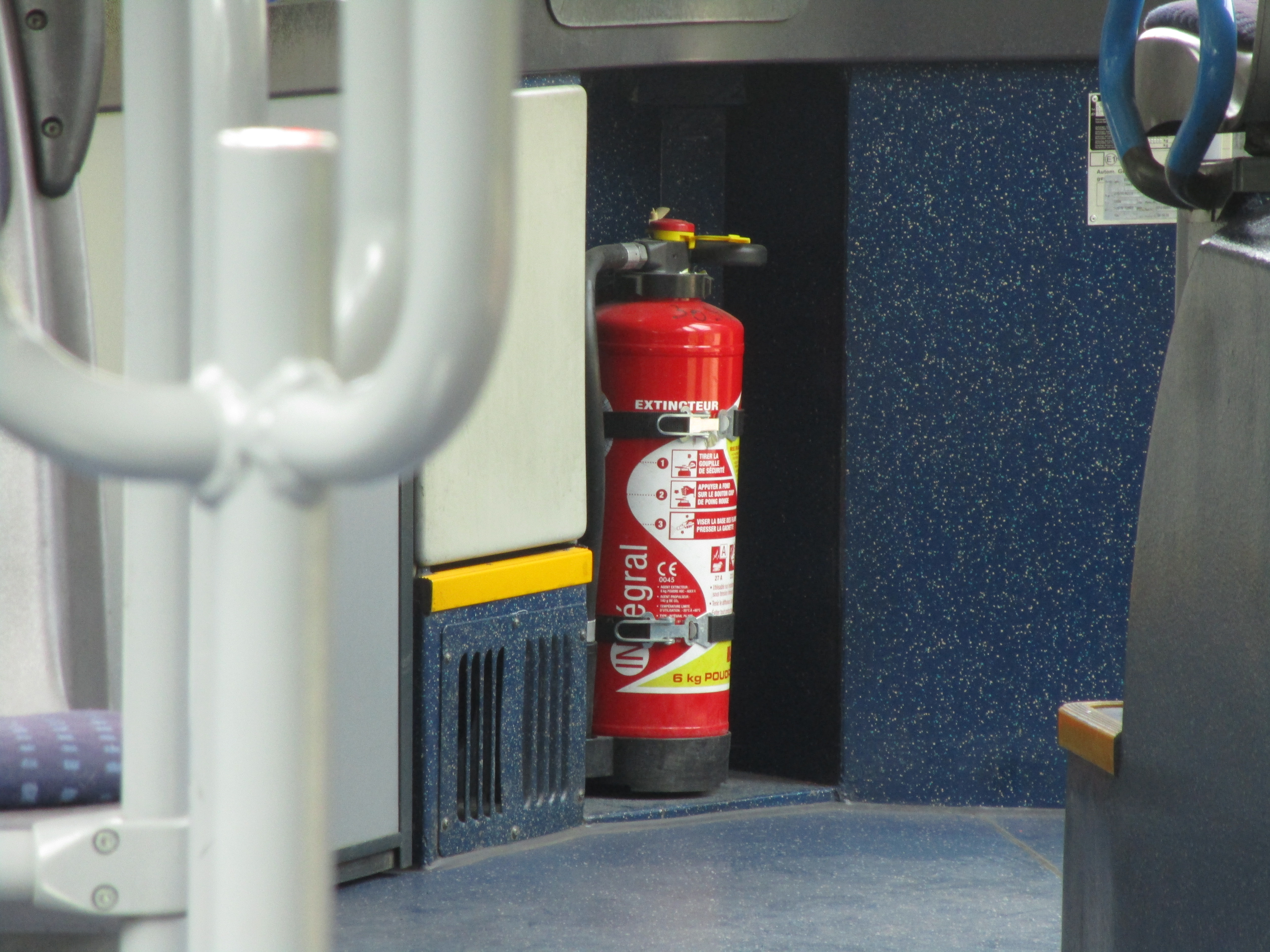
Un extincteur.

Ils sont également dotés de moyens de lutte contre l’incendie, notamment un extincteur, qui est situé au niveau de la porte avant.
Les portillons sont dotés d’une alarme, qui sonne si celui-ci n’est pas ou mal fermé.
Enfin, en raison de la région considérée comme montagneuse, les véhicules doivent être équipés d’un double ralentisseur. En revanche, les bus affectés au seul réseau urbain (lignes 1 et 2) sont dispensés de chronotachygraphe.

### Tarification et financement

#### Tickets et abonnements
Tarification en vigueur depuis août 2016
1,40 le ticket unitaire valable 1h sur tous le réseau et des pass journée et au mois sont également disponibles et des cartes juniors et autres sont disponibles à l’année.

#### Points de vente
Point Info Bus

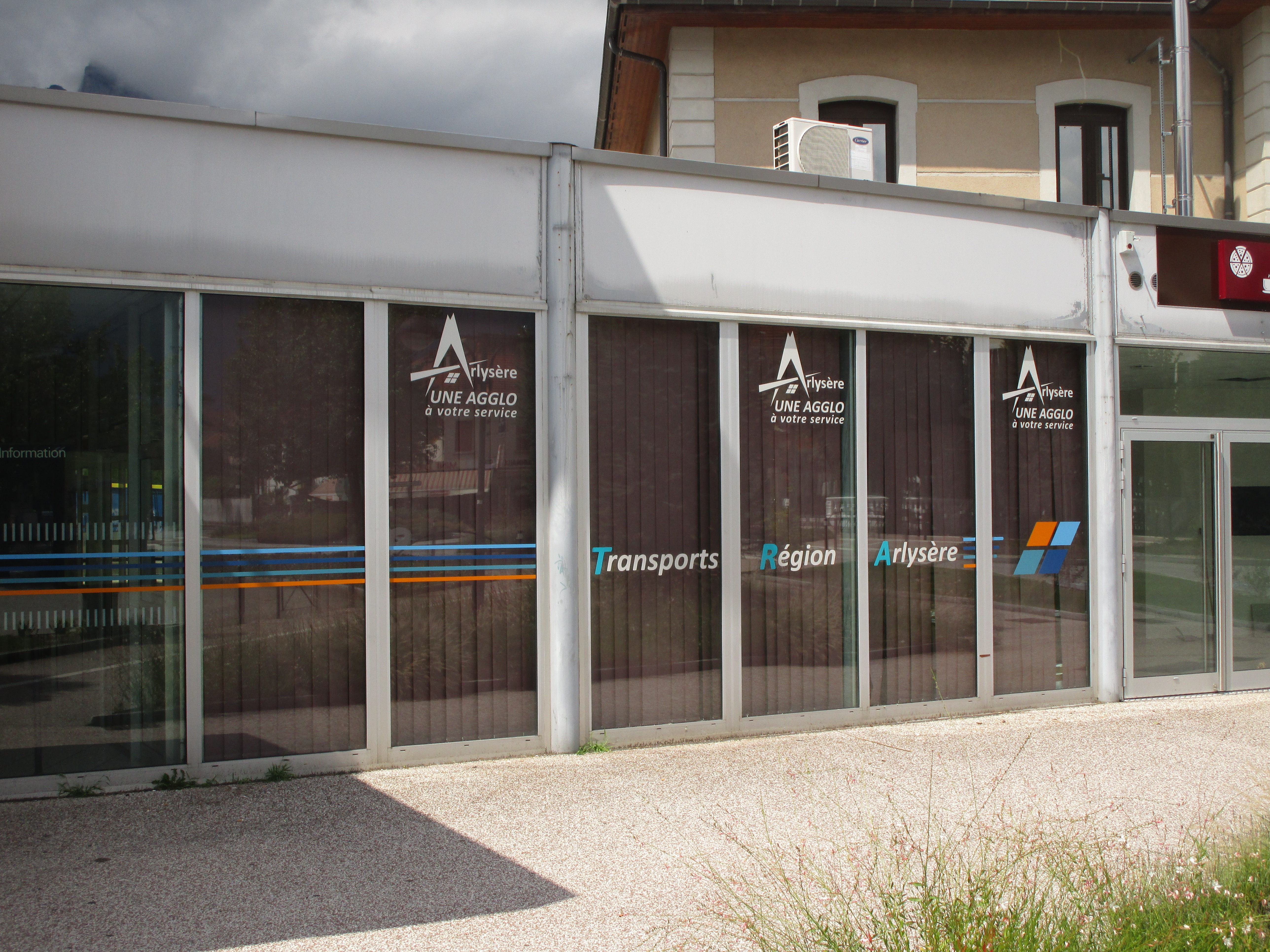
Le Point Info Bus en août 2017.

Le principal point de vente est le Point Info Bus, situé à la gare SNCF d’Albertville (45° 40′ 24″ N, 6° 23′ 00″ E), ouvert du lundi au samedi.
Les usagers peuvent y acheter leurs titres de transports (tickets par lot de 10, abonnements) et y demander des renseignements sur les services proposés, dont la consigne et la location de vélos à assistance électrique (VAE). Ils y trouvent également le plan général du réseau, les informations trafic et les fiches horaires de toutes les lignes.[réf. nécessaire]
Dépositaires
En 2019, 7 dépositaires sont recensés sur le réseau, à raison de 4 à Albertville, 2 à Ugine et 1 à La Bâthie. Ils ne proposent à la vente que des carnets de dix tickets.[réf. nécessaire]